# Kloster Brou

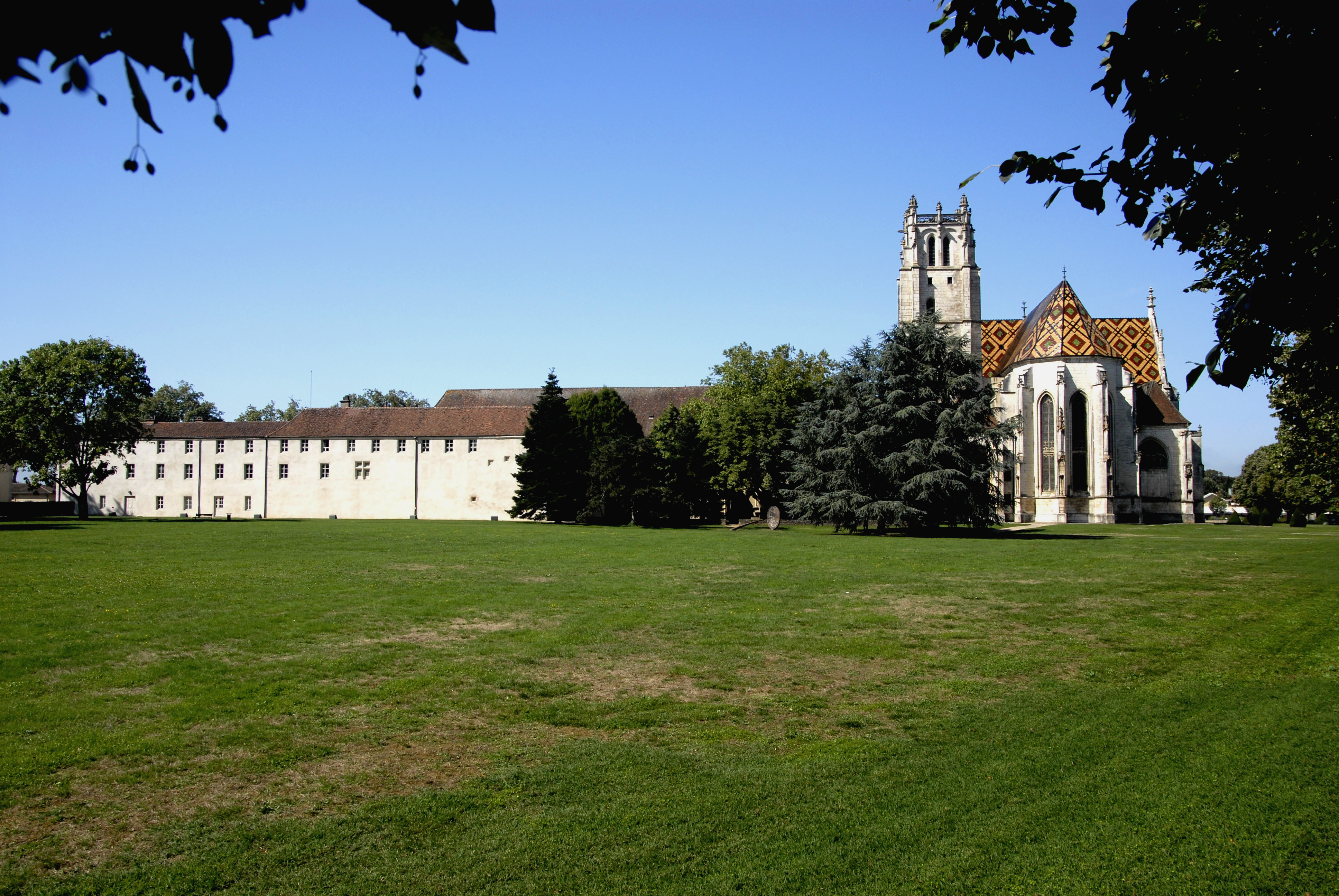
Abtei Brou, Überblick von Osten

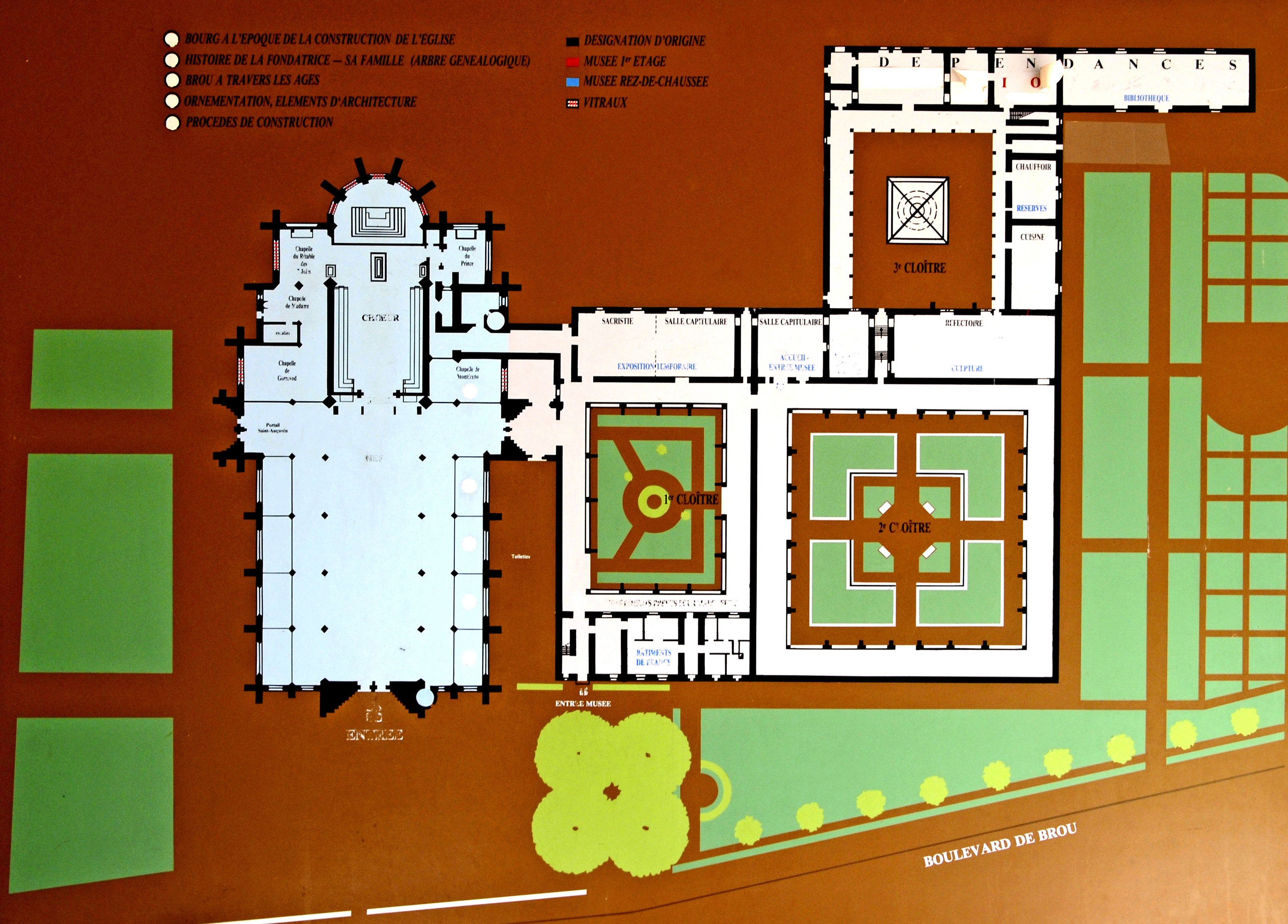
Grundriss Erdgeschoss

Das ehemalige Kloster Brou (Monastère royal de Brou) des Augustinerordens ist ein großes Bauwerk aus der Wende von Spätmittelalter zu früher Neuzeit, erbaut 1506 bis 1532 anstelle einer Benediktinerzelle vor der Stadt Bourg-en-Bresse im Südosten Frankreichs. Die dem Heiligen Nikolaus von Tolentino geweihte ehemalige Klosterkirche gilt wegen ihrer harmonischen Gesamtgestaltung, ihrer qualitätvollen Steinmetzarbeiten, der Fenster mit interessanten historischen und religiösen Szenen und der ungewöhnlichen und anspruchsvollen Grabmäler im Chor der Kirche als ein Gesamtkunstwerk von höchstem künstlerischen und kunsthistorischen Rang.

## Geschichte
Im Jahr 1504 starb auf Schloss Pont-d’Ain mit nur 24 Jahren Herzog Philibert II. von Savoyen, auch Philibert der Schöne genannt, an den Folgen einer Erkältung, die er sich bei der Jagd zugezogen hatte. Seine Frau, die gleichaltrige Margarete von Österreich (1480–1530), Tochter des römisch-deutschen Kaisers Maximilian I., ließ daraufhin im etwa 20 km entfernten Brou bei Bourg-en-Bresse ein Kloster als herzogliche Grablege erbauen. Damit erfüllte sie das Gelöbnis ihrer Schwiegermutter Margarete von Bourbon, das diese bei einer Erkrankung ihres Gemahls Philipp I. von Savoyen alias von Bresse (1438–1497) abgelegt hatte, an dessen Einlösung sie aber der Tod hinderte. Margarete von Österreich ersuchte den Papst erfolgreich um Erlaubnis, die Benediktinerniederlassung in Brou zugunsten eines Augustinerklosters abbrechen zu dürfen. Die geplante neue Klosterkirche bat Margarete dem Schutzheiligen der Augustiner Nikolaus von Tolentino weihen zu lassen, dessen Fest am Todestag Herzog Philiberts gefeiert wird.
Am 28. August 1506 legte Margarete den Grundstein für das Kloster, verließ die Bresse aber noch im Oktober desselben Jahres, ohne das Kloster je gesehen zu haben. Nachdem im September 1506 auch ihr Bruder gestorben war, übernahm sie die Regentschaft über die Niederlande und residierte fortan weit entfernt am Hof von Mechelen. Doch kümmerte sie sich auch aus der Ferne um den Bau und beauftragte für die Weiterführung der Bauarbeiten französische, flämische, deutsche und italienische Werkmeister, Steinmetze, Glasmaler sowie Stein- und Holzbildhauer.

## Baulichkeiten

### Kloster
Bis 1512 wurde das Kloster mit seinen Kreuzgängen erbaut. Damit betraute Margarete örtliche Werkmeister.
Das Klostergebäude umfasst drei zweigeschossige Kreuzgänge (cloîtres):
Der kleine alias erste oder Gäste-Kreuzgang (petit / premier cloître / cloitre des hotes) ist der älteste, mit unmittelbarem Anschluss an die Abteikirche in beiden Geschossen. Im Obergeschoss des Westflügels befindet sich das für Margarete vorgesehene Appartement. Im Erdgeschoss grenzen die Sakristei und der erste Kapitelsaal an.
Im großen Kreuzgang (grand cloître) befinden sich im Obergeschoss die ehemaligen Mönchszellen; im Erdgeschoss grenzt der zweite Kapitelsaal an.
Der Kreuzgang der Wirtschaftsgebäude (cloître de la menagerie / des cuisines) beherbergt im Südflügel die ehemalige Küche. In seiner Mitte steht ein überdachter Brunnen.

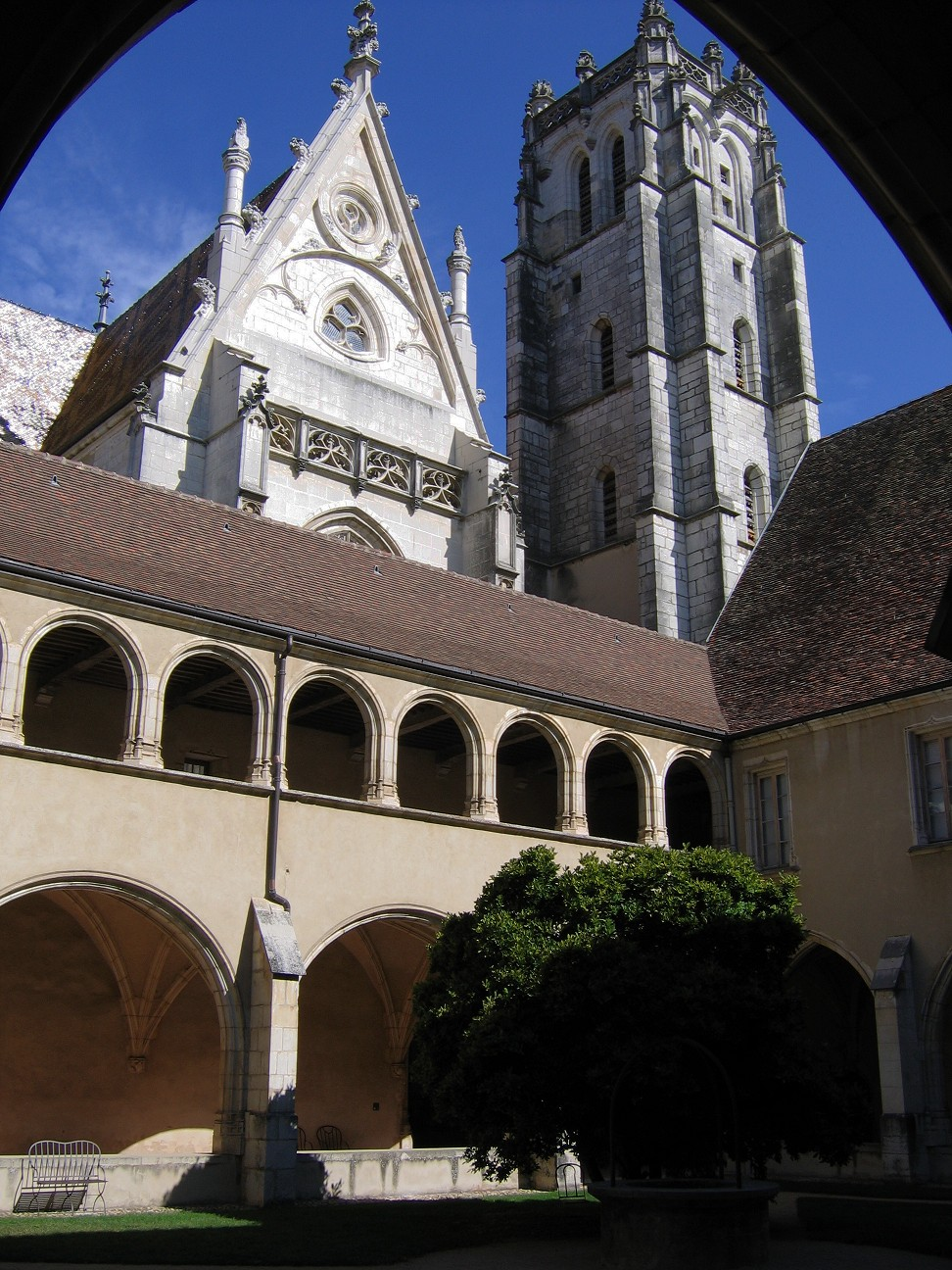
„kleiner Kreuzgang“, zweigeschossig, an Abteikirche grenzend
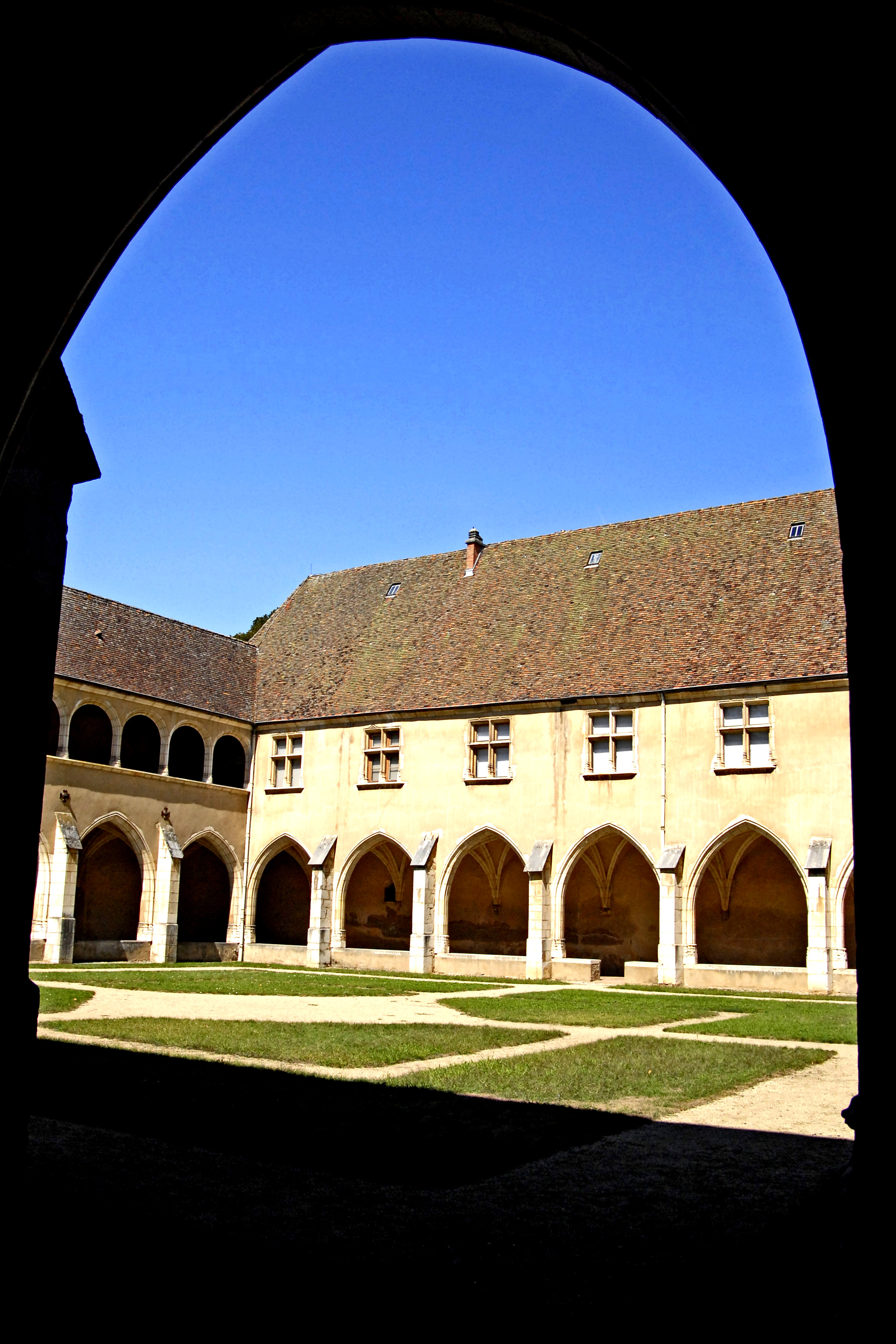
„großer Kreuzgang“, im OG Fenster der Mönchszellen
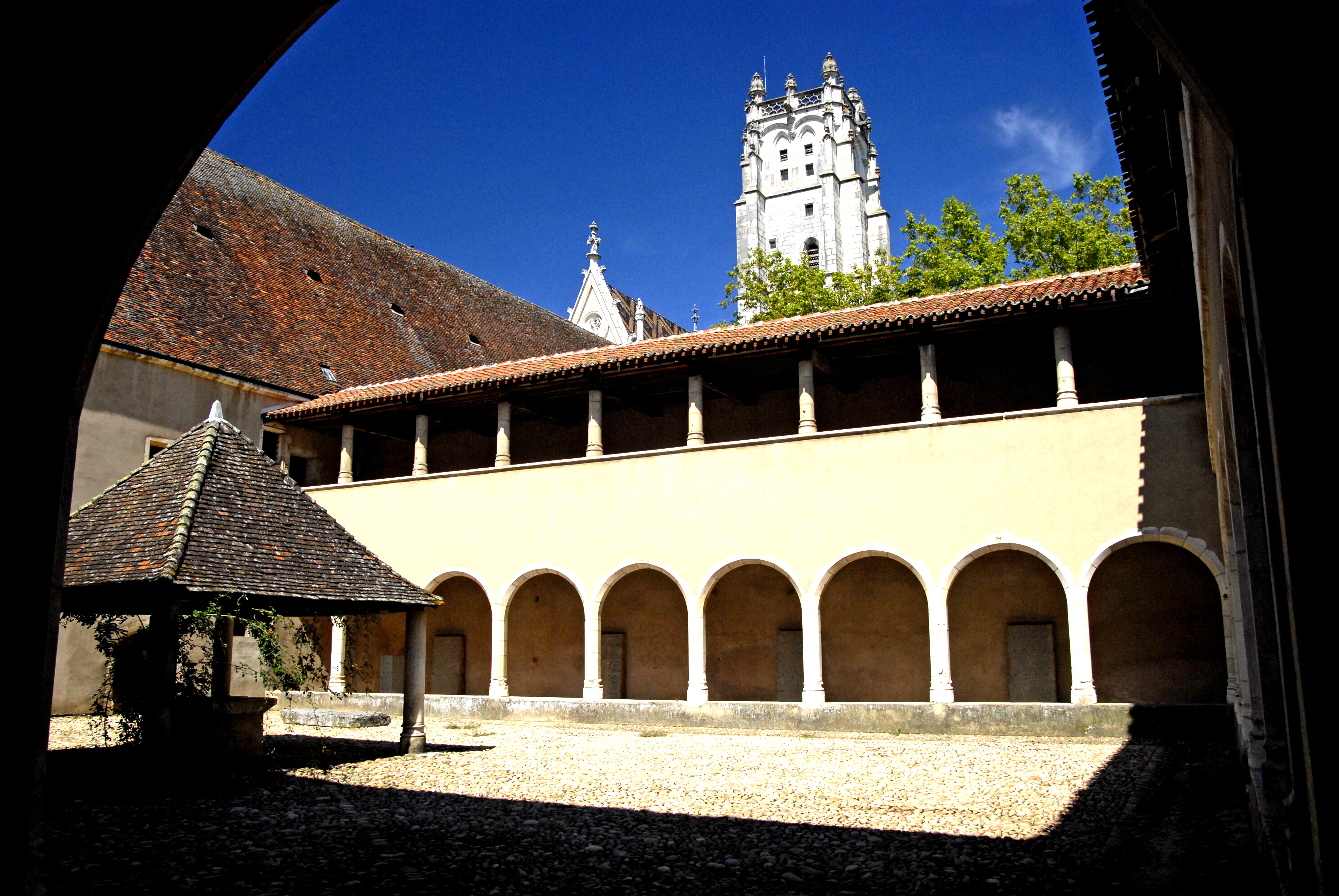
Dritter Kreuzgang, „Cloitre des Cuisines“
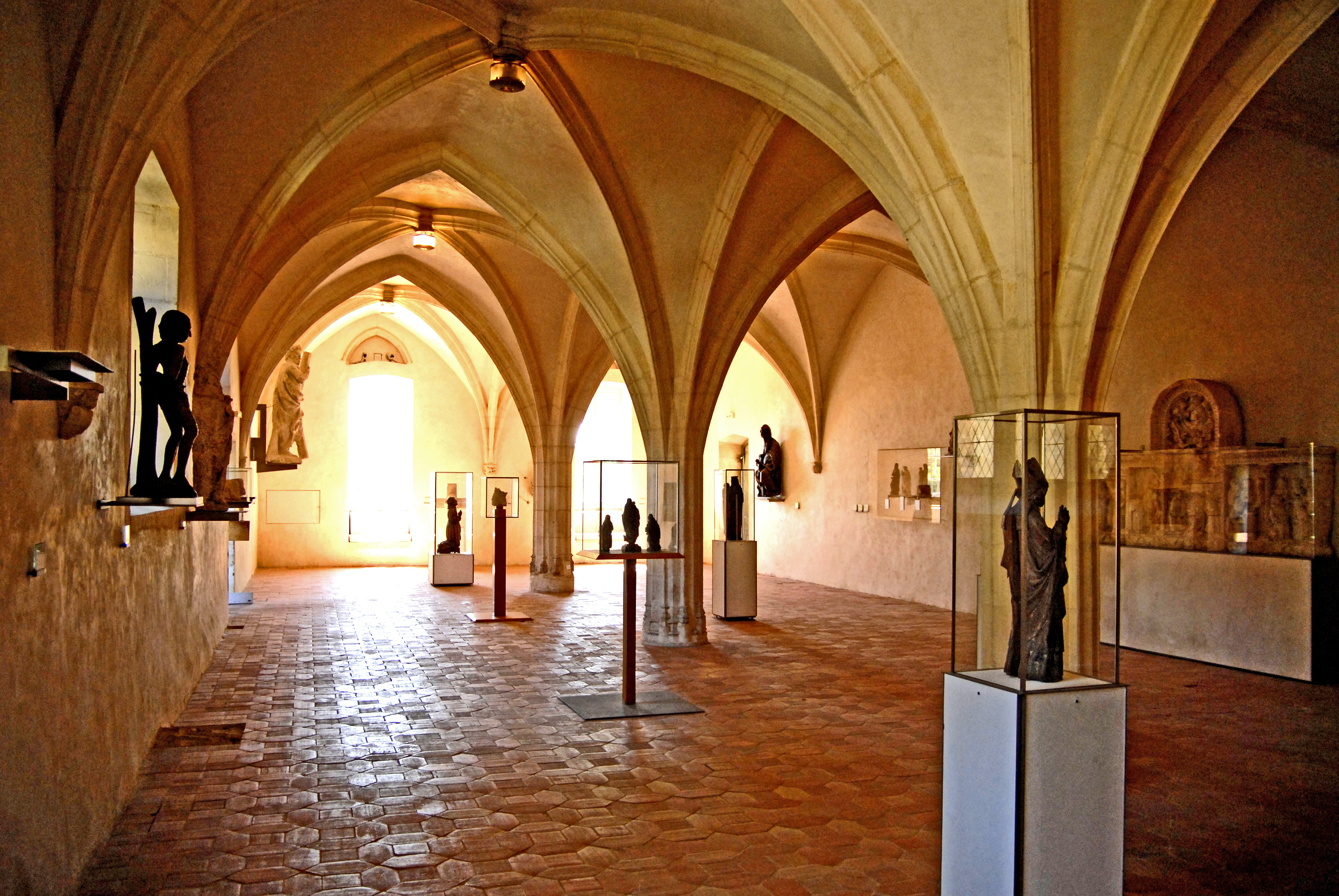
Refektorium, Skulpturen 13.–17. Jh.

### Fassade und Dach der Kirche
1512 überantwortete Margarete die Baustelle dem Brüsseler Werkmeister Lodewijk van Boghem. Dieser wählte für die zwischen 1513 und 1532 erbaute Kirche die der damaligen Stilentwicklung gemäße Flamboyant-Gotik mit Elementen der Renaissance. Die dreistufig gegliederte Hauptfassade der Kirche ist auch reich mit Skulpturen geschmückt. Im Bogenfeld des Hauptportals gruppieren sich seitlich des als Ecce homo dargestellten Christus die Skulpturen der Stifterin Margarete und ihres Ehemanns Philibert des Schönen und am Mittelpfeiler die Skulptur des Kirchenheiligen Nikolaus von Tolentino. Im Gewände erkennt man die Heiligen Petrus und Paulus. Über dem Portal findet sich die freistehende Skulptur des Heiligen Andreas, des Schutzheiligen Burgunds, mit dem Andreaskreuz. Charakteristisch für den spätgotischen Baustil ist die Verwendung des Tudorbogens.
Das Dach ist seit 1999 in burgundischer Tradition wieder mit glasierten unterschiedlich farbigen Ziegeln in großflächigen geometrischen Ornamenten eingedeckt.

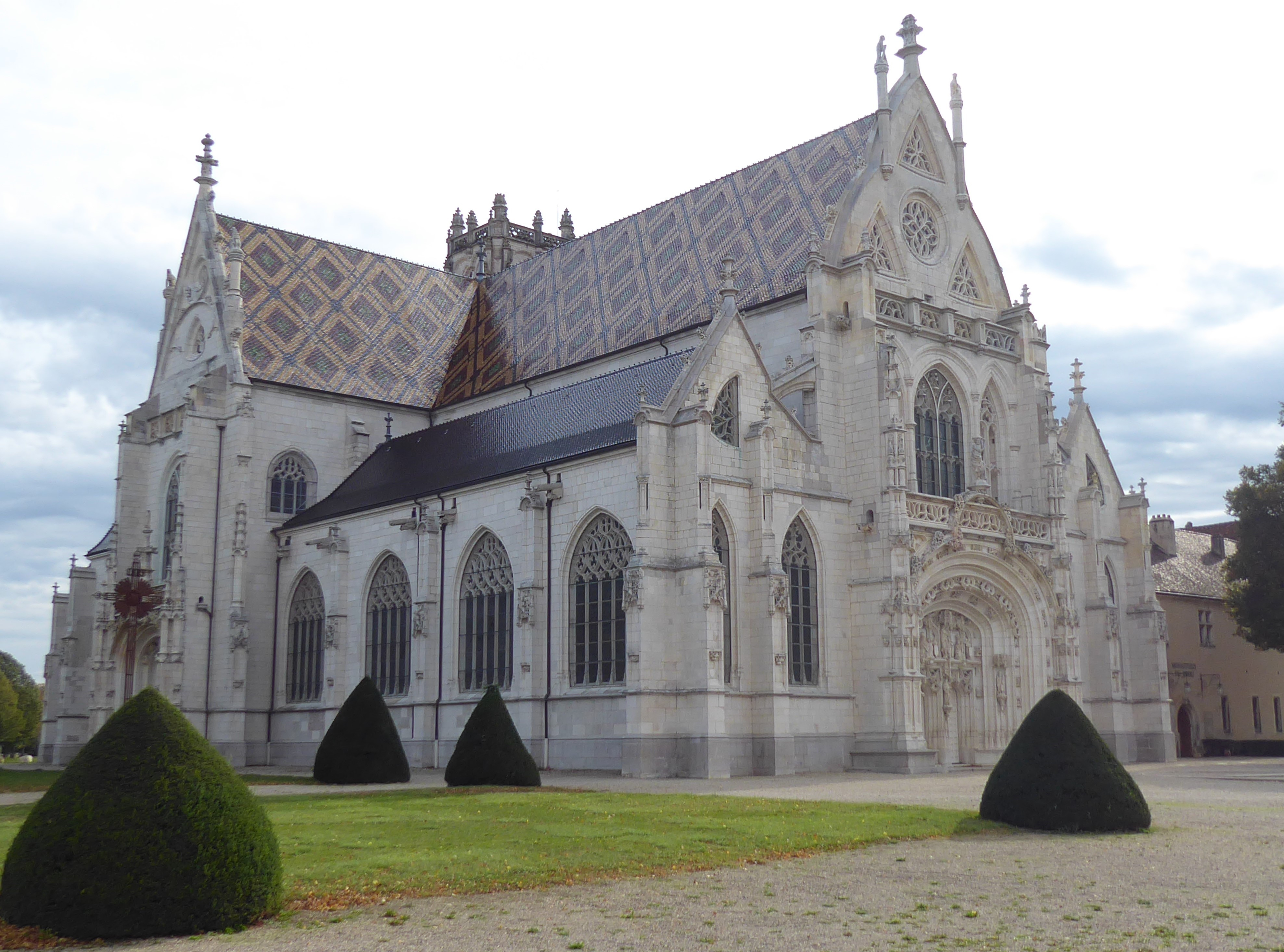
Klosterkirche Brou von Nordwesten, Zustand 2019
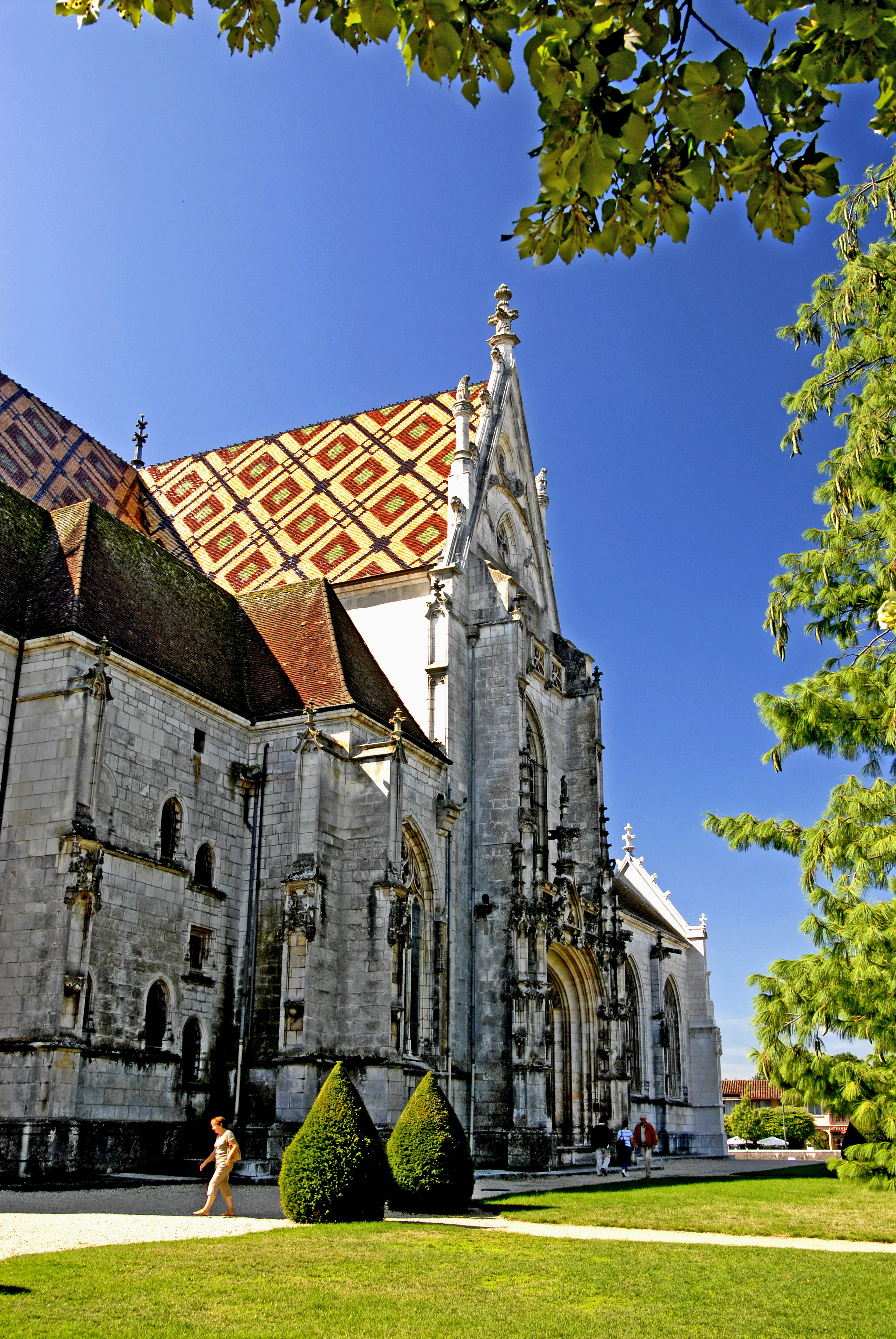
Nordseite der Abteikirche
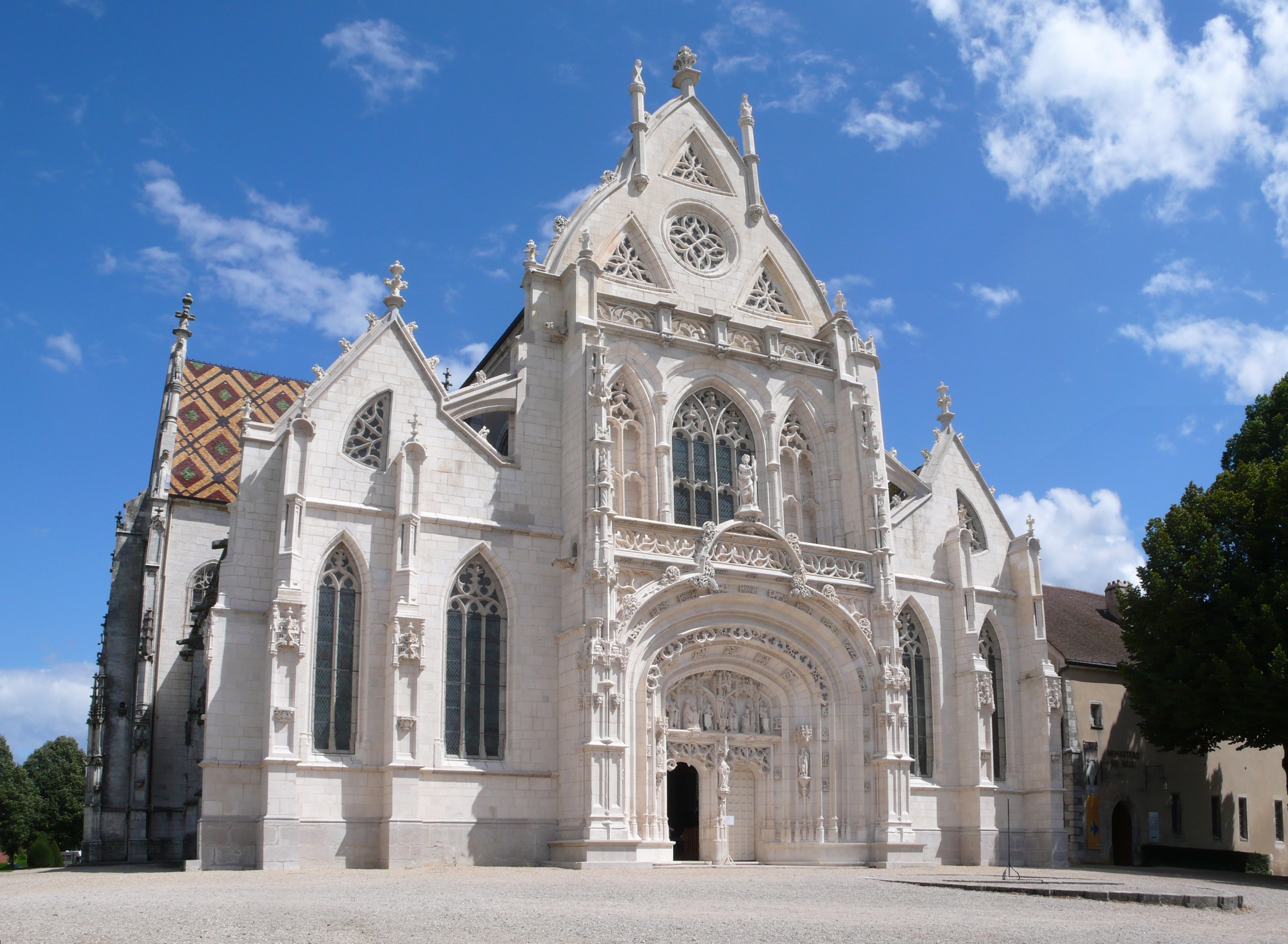
Westfassade
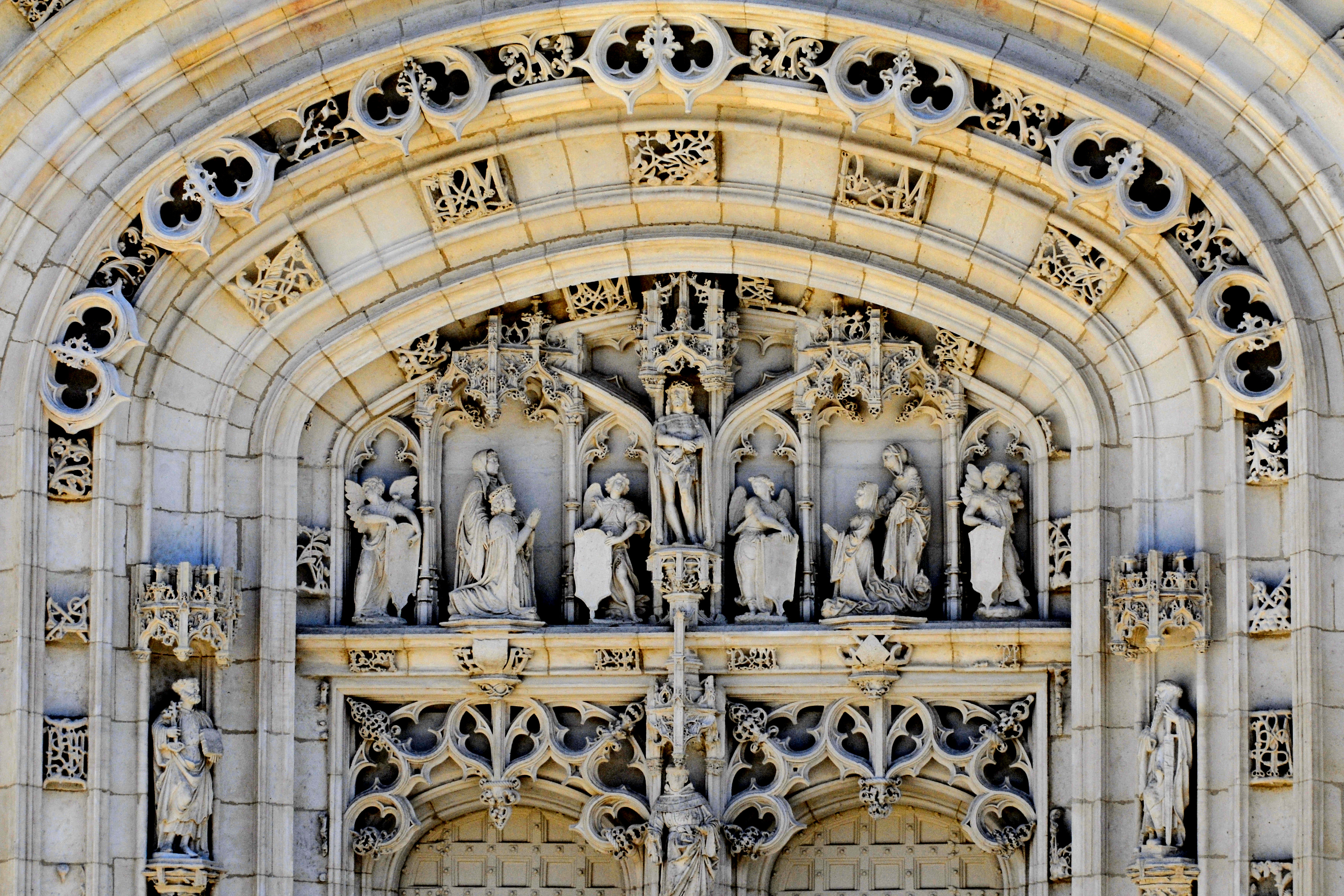
Tympanon des Renaissance-Hauptportals
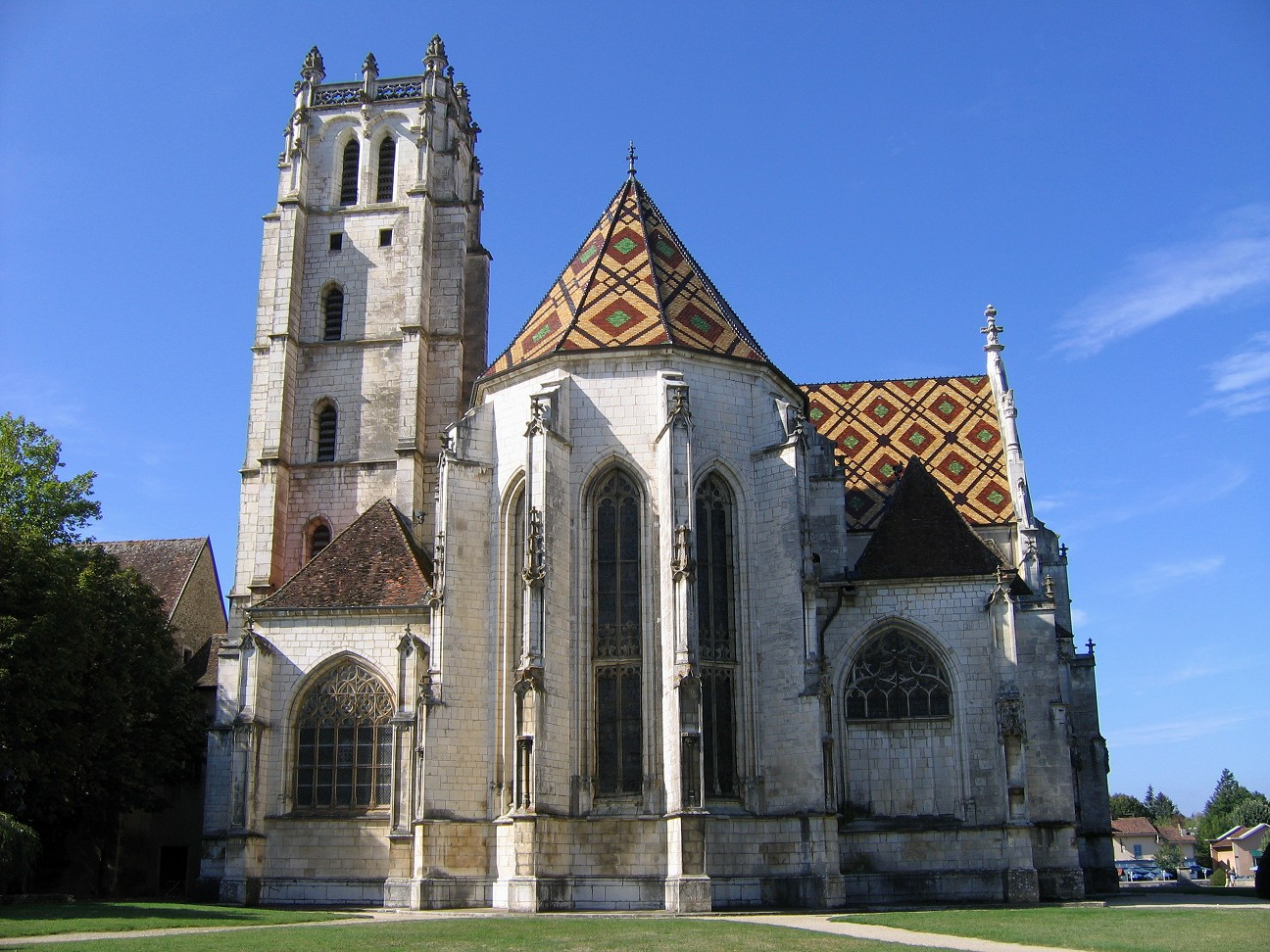
Ostseite

### Inneres der Kirche, Grabmäler
Der Chor der dreischiffigen Basilika ist durch einen prächtigen, filigran gearbeiteten Lettner vom Hauptschiff abgetrennt. Auf der Balustrade des Lettners stehen die Figuren von sechs Heiligen, darunter die des Kirchenheiligen Nikolaus von Tolentino. Der Lettner diente als räumliche Trennung zwischen Geistlichkeit und Laien und sein oberer flacher begehbarer Abschluss gleichzeitig als Verbindung zu den Räumen der Herzogin im Westflügel des ersten Kreuzgangs.
Eingangs des Chors steht zu beiden Seiten ein reich aus Eichenholz geschnitztes Chorgestühl des Künstlers Pierre Berchon, das links Szenen aus dem Neuen und rechts Szenen aus dem Alten Testament darstellt (geschaffen 1530 bis 1532).
Anschließend finden sich die Haupt-Blickfänge: die zwischen 1526 und 1531 geschaffenen Grabmäler von Margarete von Bourbon, von Margarete von Österreich und von Philibert dem Schönen. Sie wurden alle von Margarete von Österreich in Auftrag gegeben und sind aus weißem Carrara-Marmor und St. Lothain-Alabaster gearbeitet.
Das Grabmal von Margarete von Bourbon (1438–1483), der Mutter von Philibert dem Schönen, ist das schlichteste. Es ist in eine Nische an der südlichen Seitenwand eingelassen. Margarete d. Ä. trägt ein höfisches Gewand. Ein Windhund liegt ihr zu Füßen. Vier wappenhaltende Putti umstehen die Liegende. Skulpturen von ebenfalls wappenhaltenden Putti und von Trauernden in Nischen mit spätgotischem Maßwerk schmücken die Ansicht der Tumba. Die skulpturale Ausarbeitung der Liegefigur und der Putti zeigt den Einfluss der Renaissance.

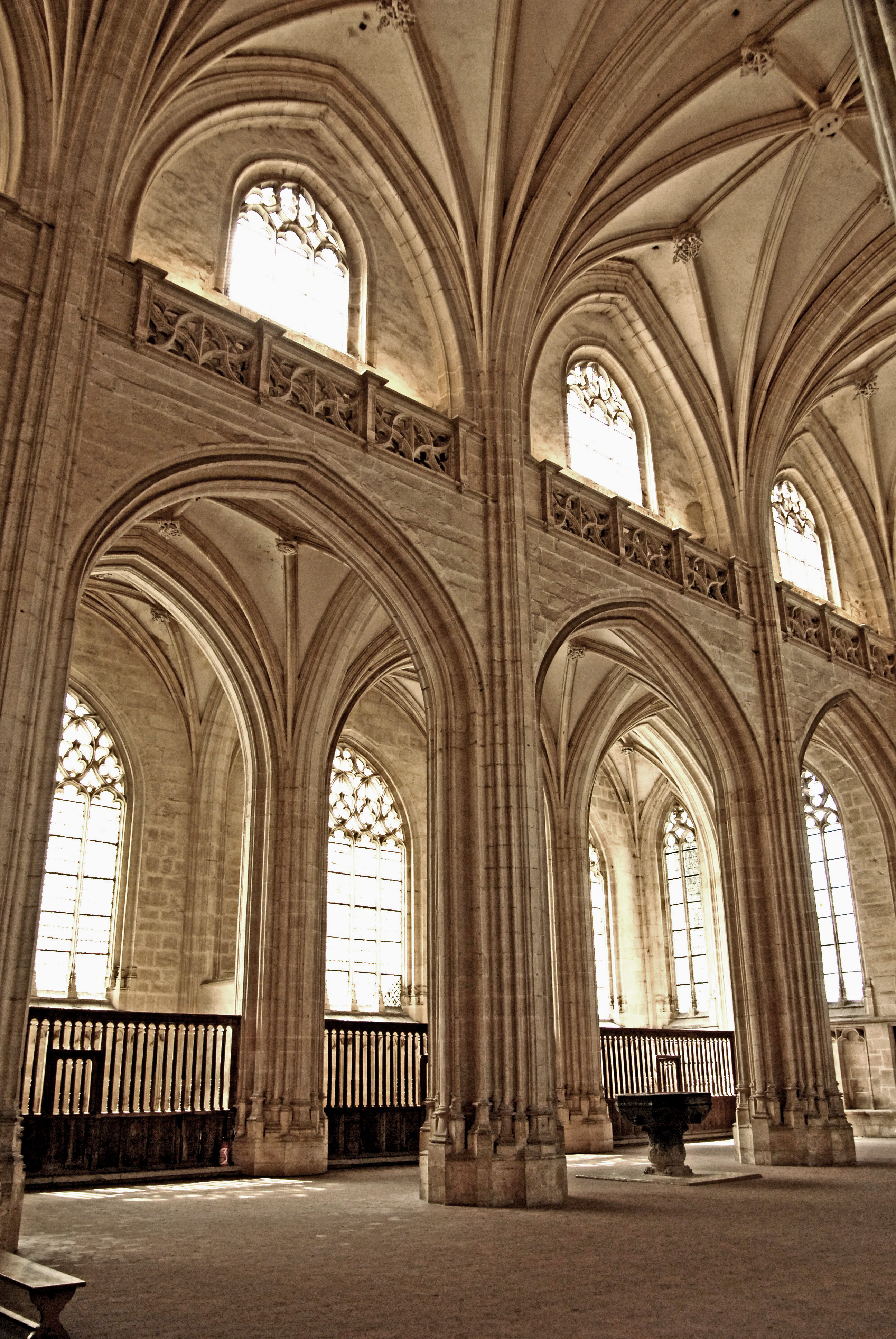
Gotisches Tragwerk, Stützen Mittelschiff
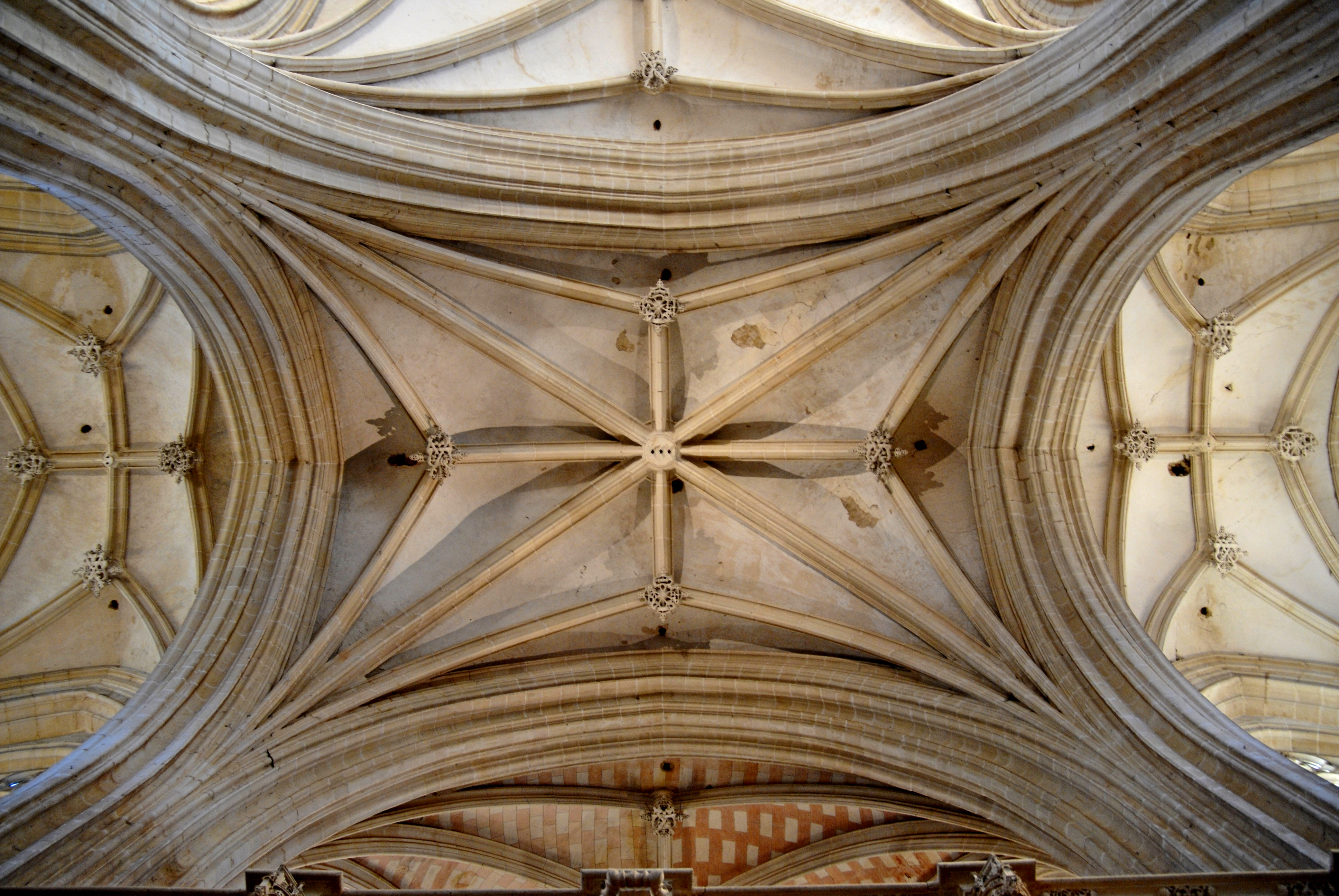
Kreuzrippengewölbe der Vierung
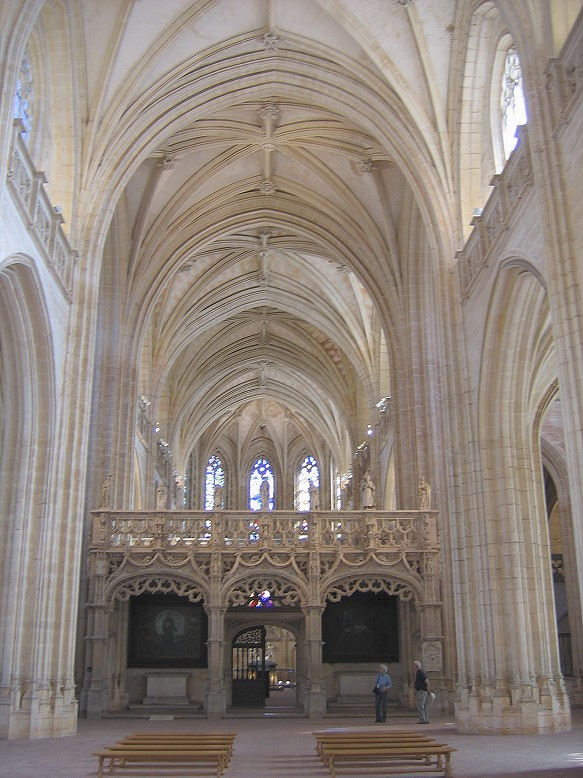
Hauptschiff mit Lettner
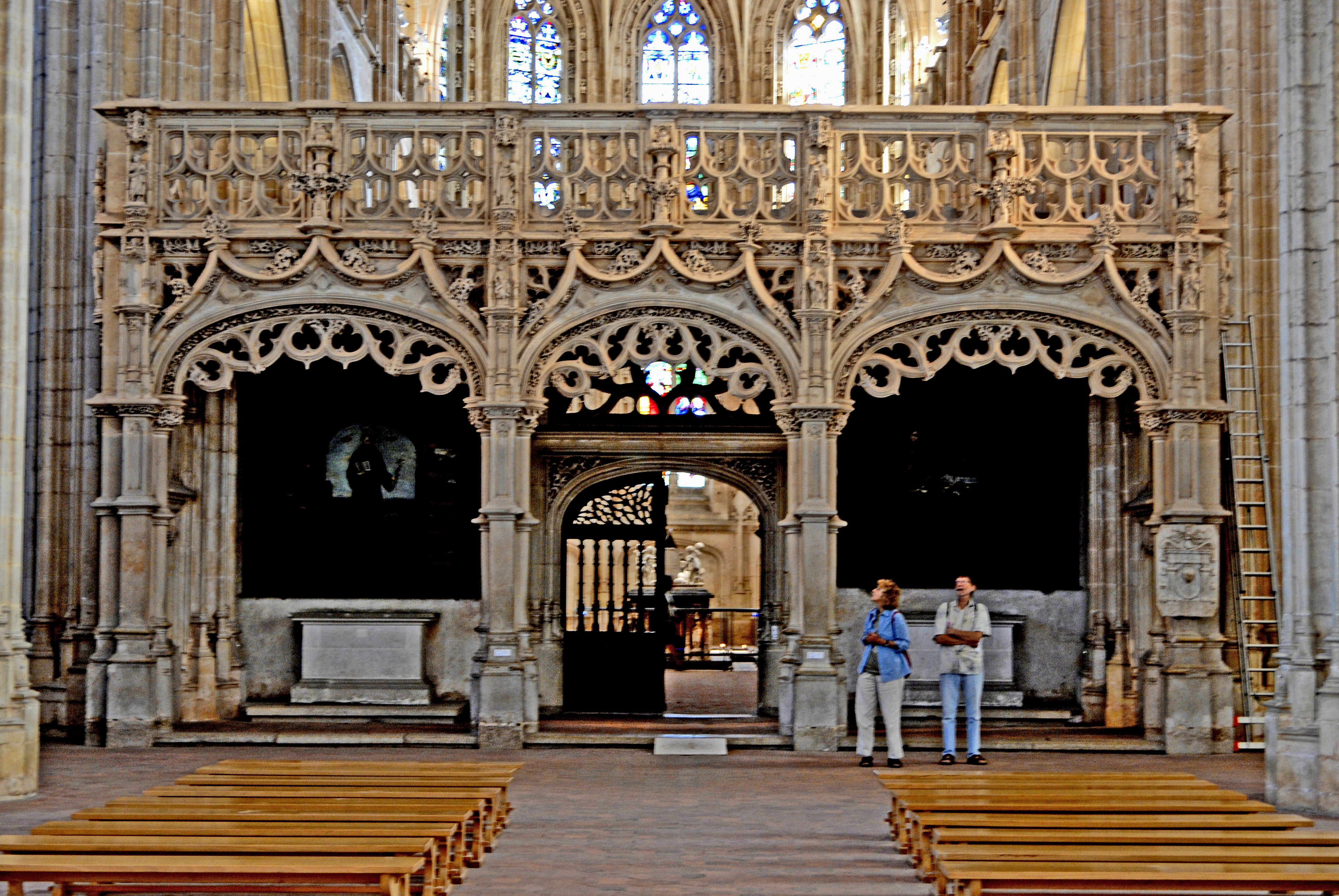
Steinerner Lettner
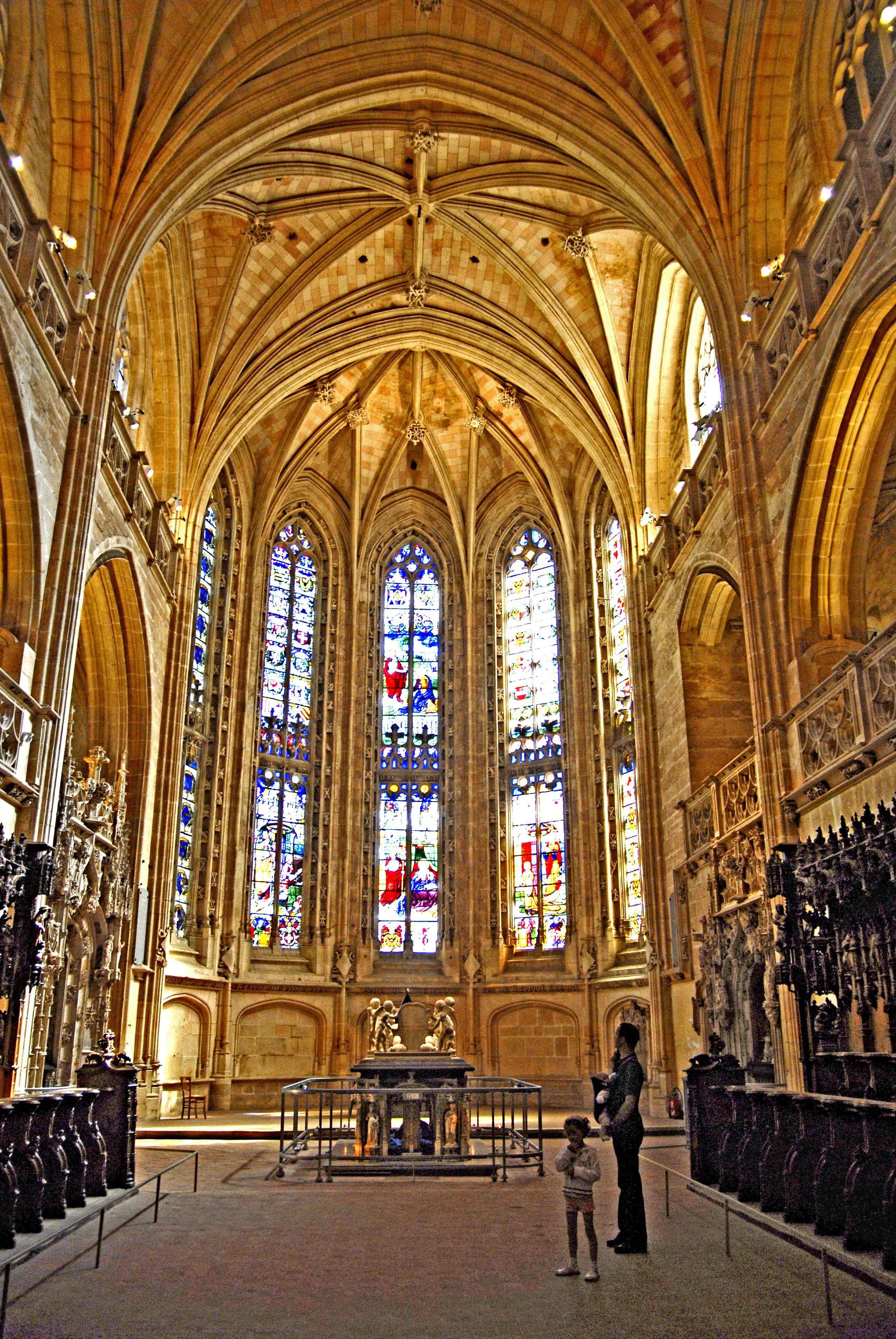
Chor
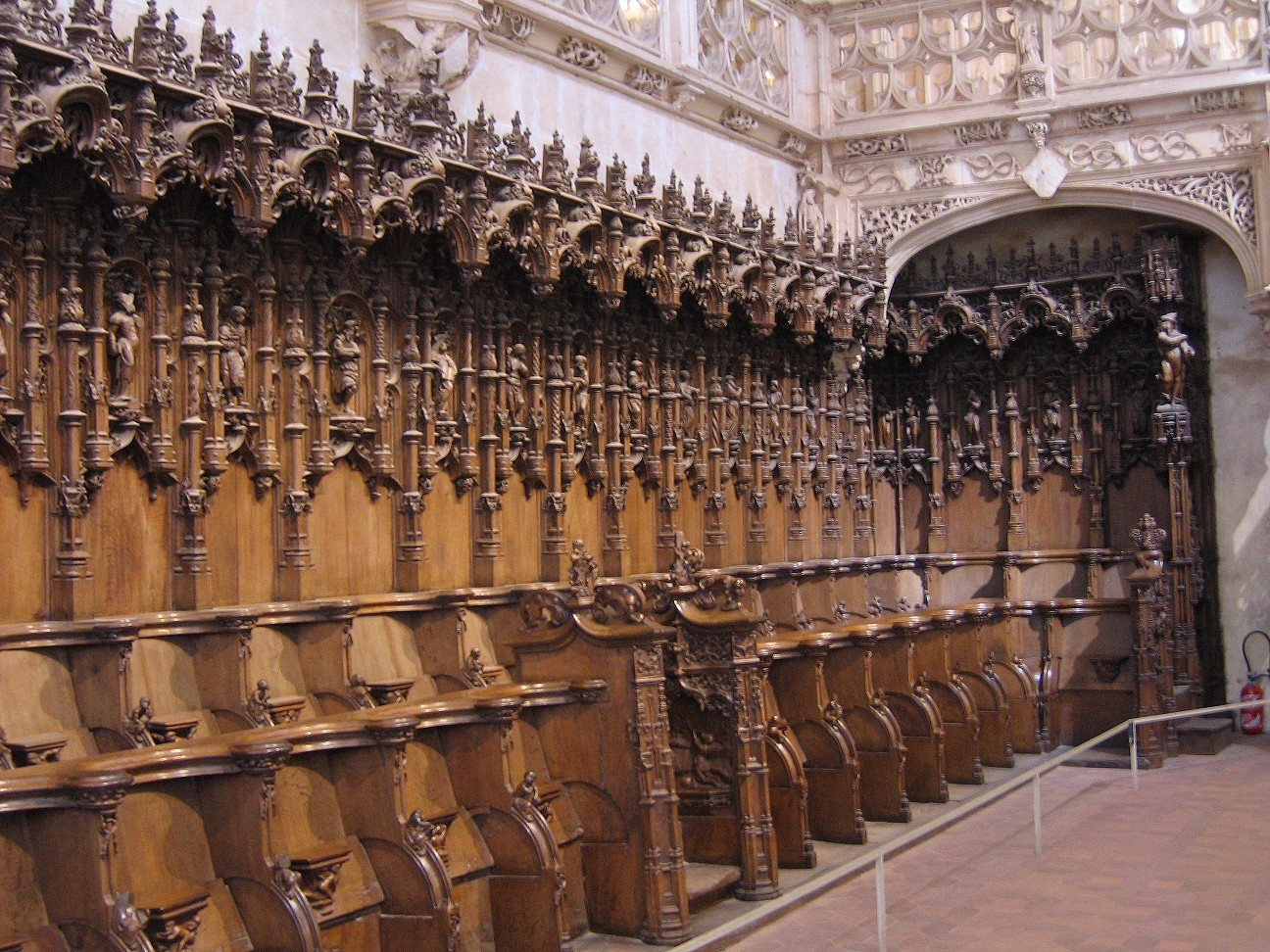
Chorgestühl
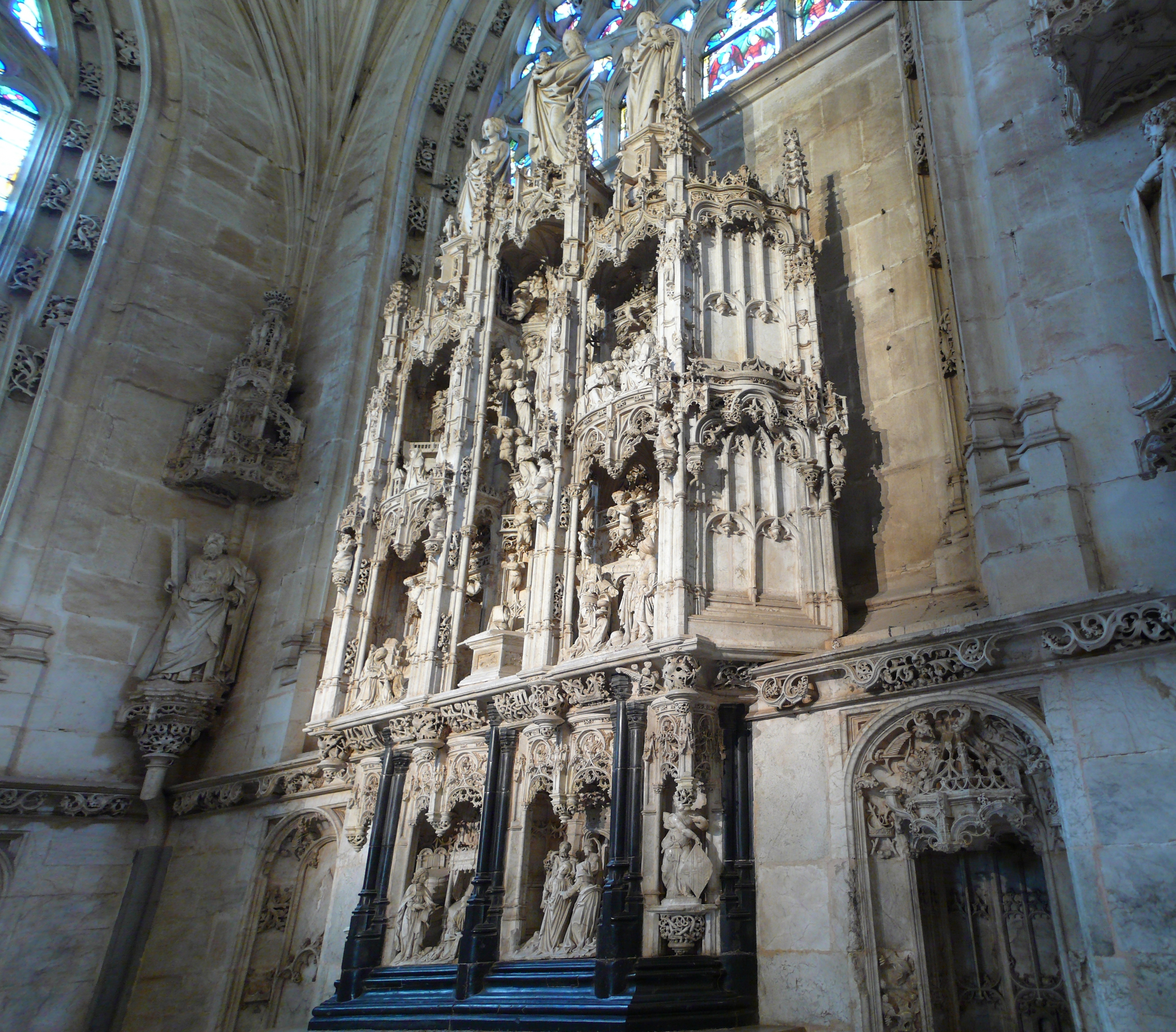
Kapelle der Margarete, Alabasterretabel
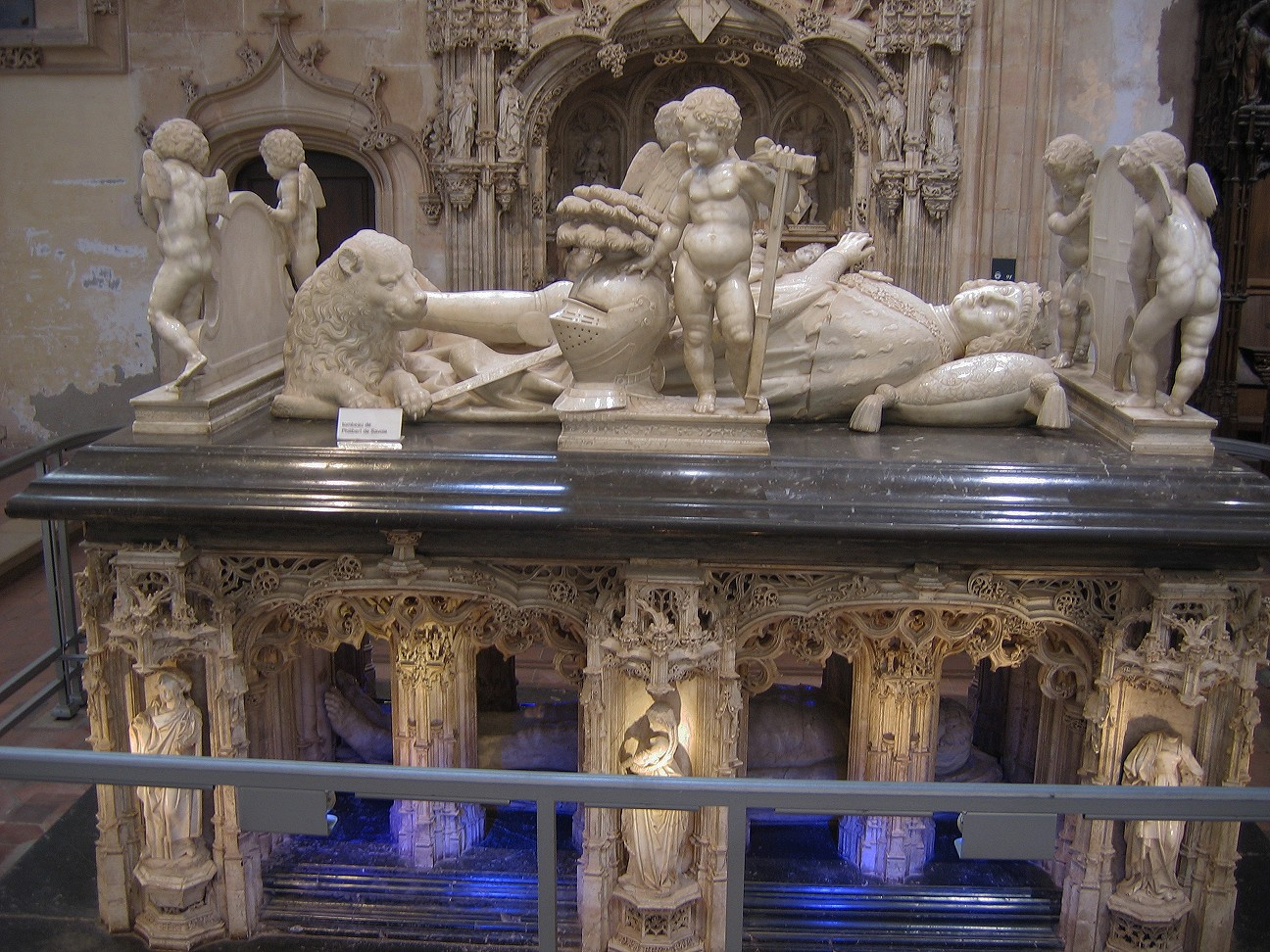
Grabmal Philiberts des Schönen
- kurzer Rundgang um das Grabmal von Philibert dem Schönen
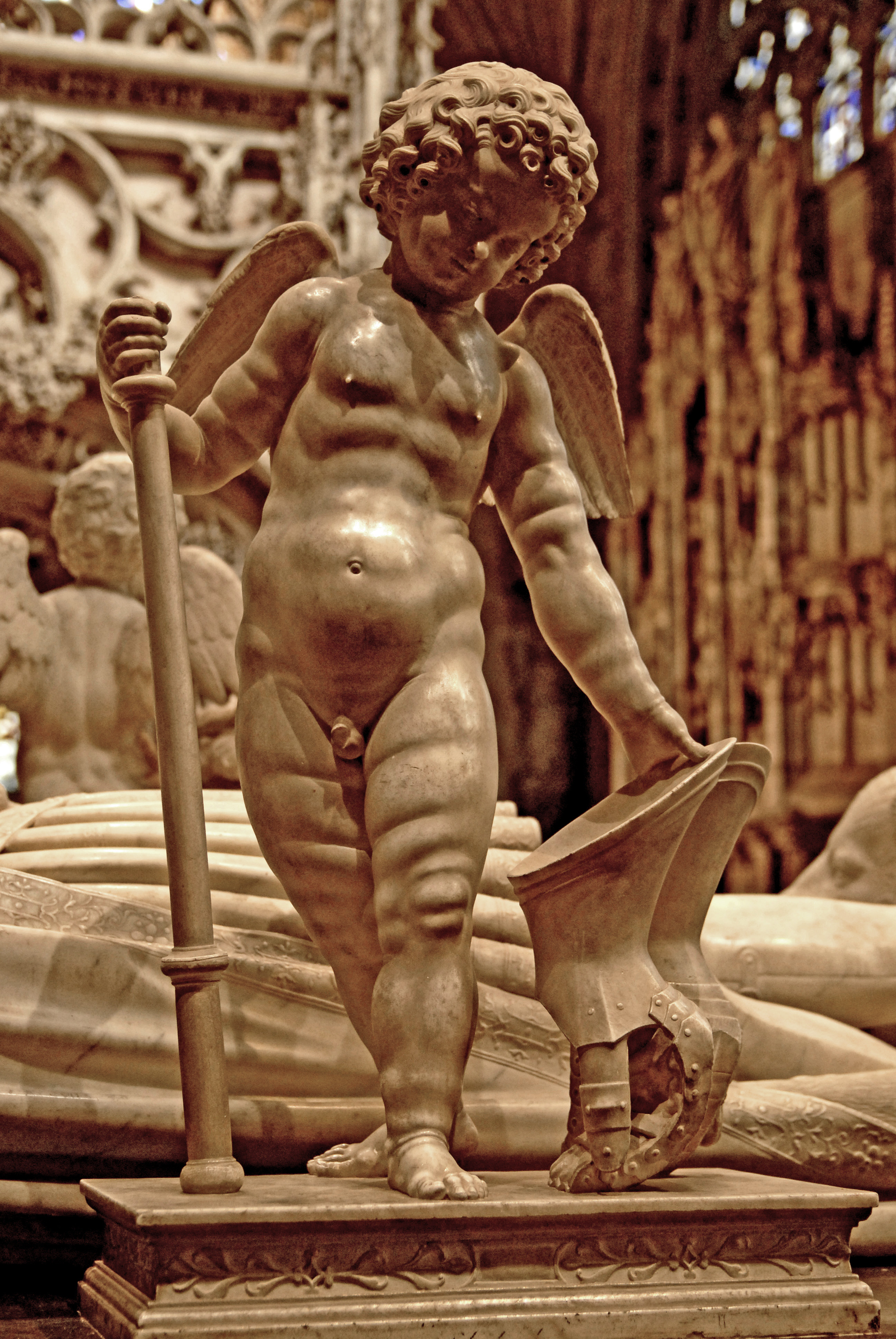
Putto auf dem Grabmal Philiberts des Schönen
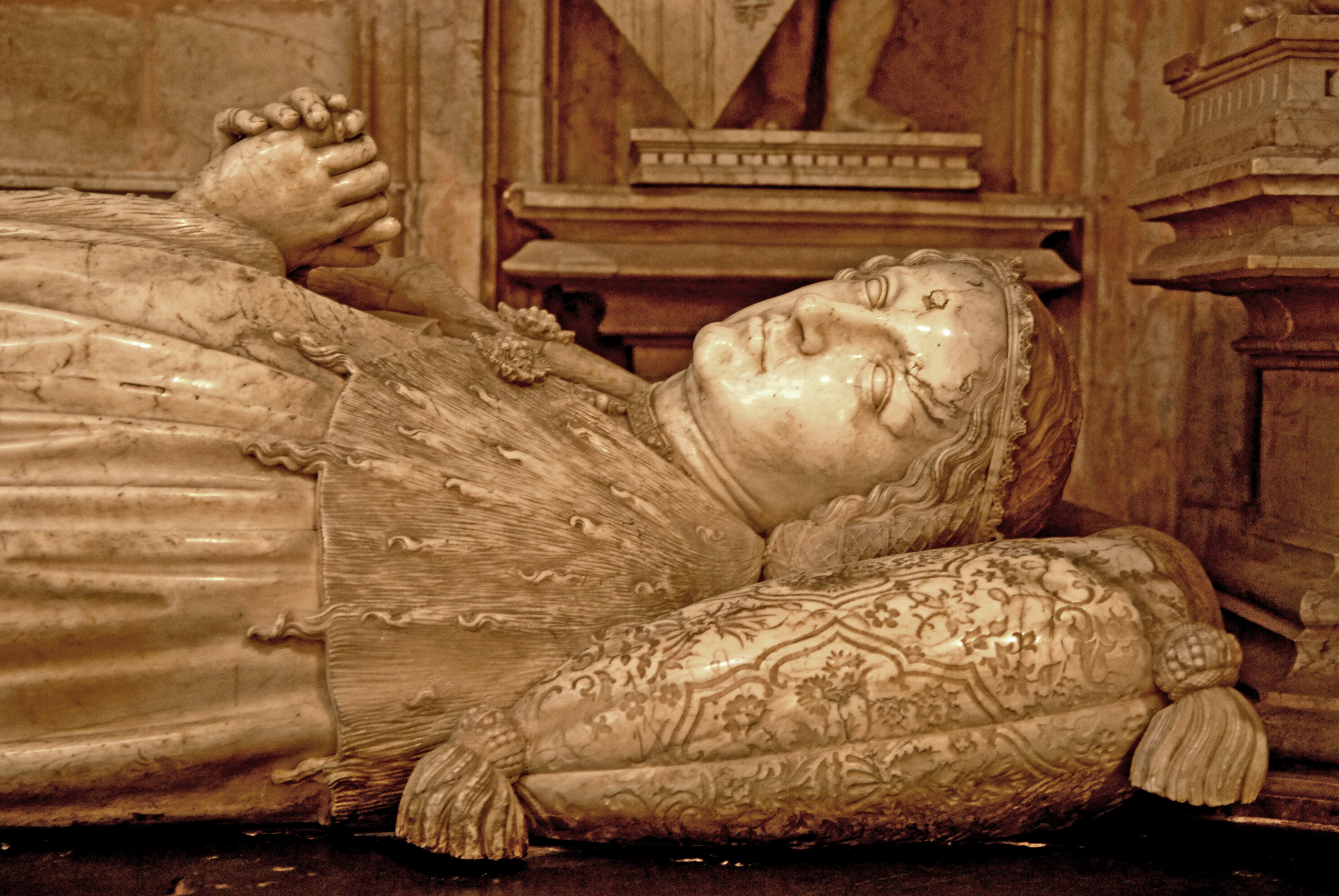
Grabmal Margaretes von Bourbon
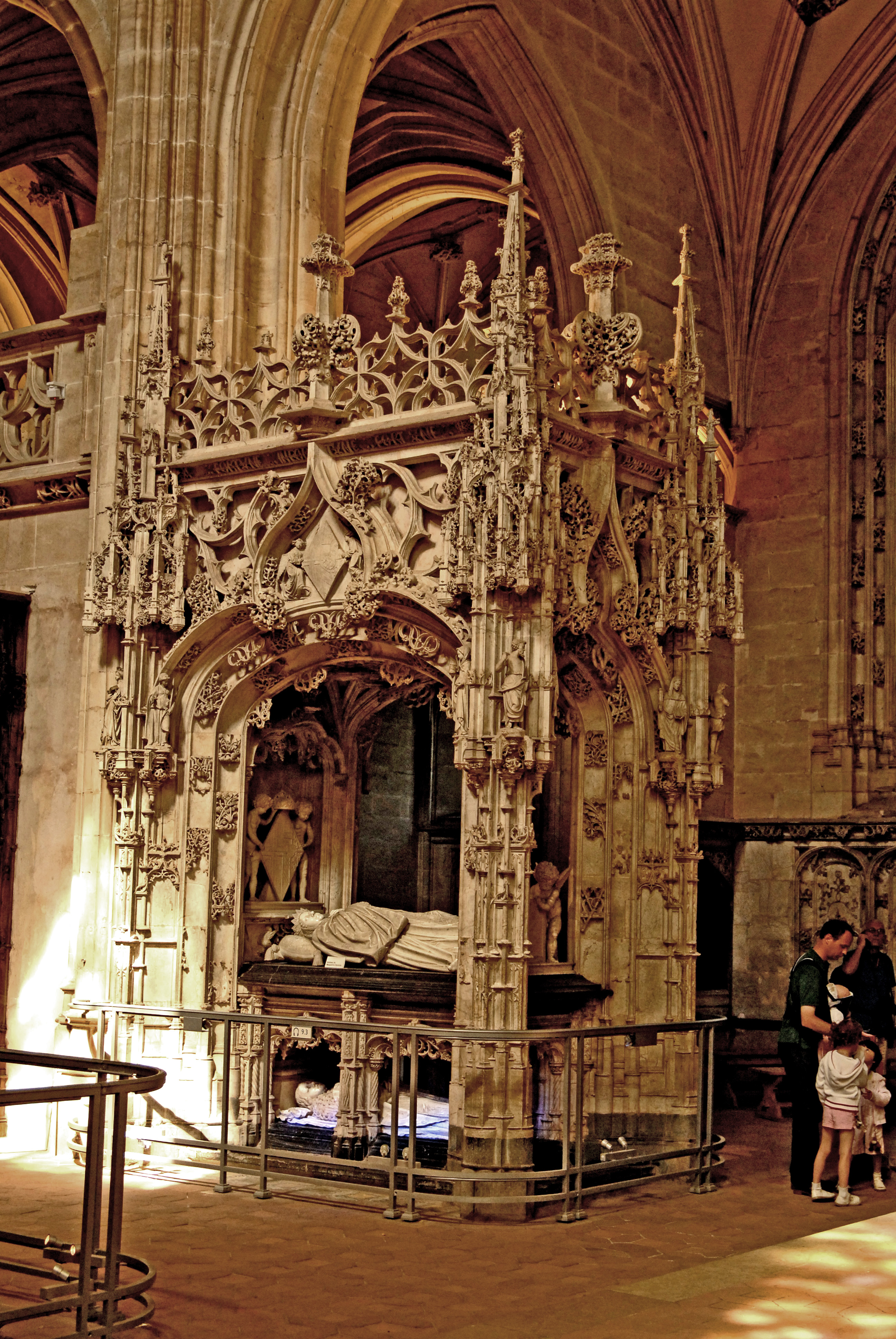
Grabmal Margaretes von Österreich
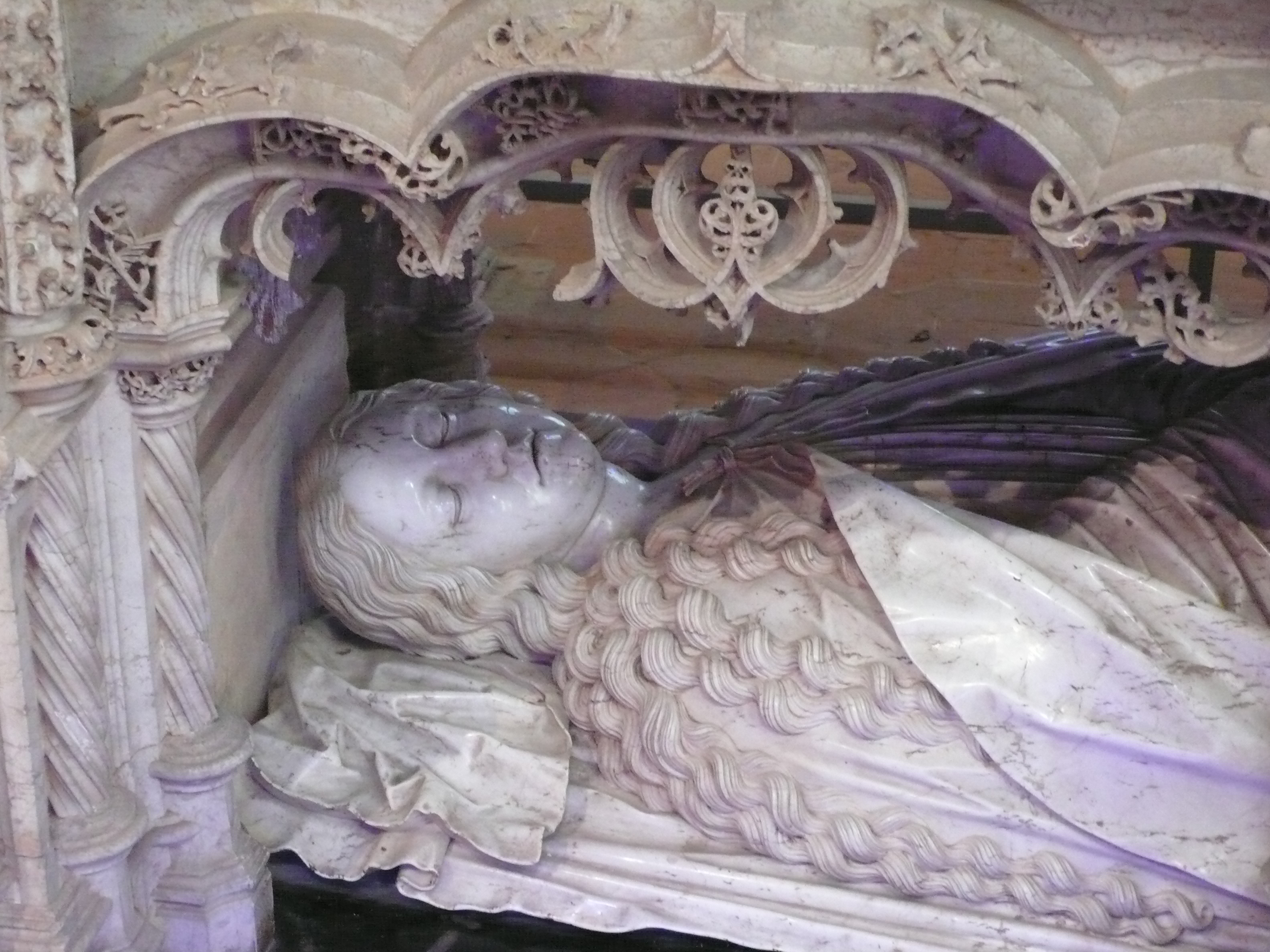
Untere Liegefigur: Margarete von Österreich als junge Frau

Mitten im Chor steht das Grabmal für Philibert den Schönen (1480–1504). Der Sarkophag ist filigran durchbrochen. Hinter den Pfeilern des spätgotisch gegliederten Unterbaus liegt die Figur eines fast nackten Mannes mit jugendlichen Gesichtszügen, Philibert in idealisierter Darstellung. Die Figur oben auf der Grabplatte hingegen zeigt Philibert, wie er zuletzt ausgesehen hat. Es ist deutlich erkennbar dasselbe Gesicht, aber gealtert, die Wangen dicker und die Mundwinkel etwas herabgezogen. Der Körper ist hier bekleidet mit Prunkharnisch und Hermelin sowie von Insignien der herzoglichen Würde begleitet, so von einem Löwen zu seinen Füßen. Die Wappen und Insignien haltenden Putti wie auch die Körperlichkeit der Liegefiguren zeigen ebenfalls bereits das Verständnis der Renaissance.
Das imposanteste Grabmal ist aber das von Margarete von Österreich, der Witwe von Philibert, die als Klosterstifterin, Erzherzogin und Regentin der Niederlande einen besonders hohen Rang einnahm. Es handelt sich um ein Grab vom seltenen Typus des an ein Prunkbett erinnernden Baldachingrabmals, das hier üppig mit Maßwerk und Fialen in spätgotischen Formen gegliedert ist. Entsprechend dem Grab ihres Gemahls zeigt auch das Grabmal von Margarete von Österreich unten die Darstellung eines verstorbenen jungen Menschen, hier der Margarete mit offenem langem gelocktem Haar und Totenhemd, und oben denselben Menschen im Alter von etwa 50 Jahren. Die obere Liegefigur trägt ein höfisches Kleid und den kronenartigen österreichischen Herzogshut, der sie als Mitglied des Hauses Habsburg auszeichnet. Wie ihrer Schwiegermutter liegt ihr ein Windhund zu Füßen. Auch hier sind die Liegefiguren und Putti augenscheinlich Werke eines im Sinne der Renaissance arbeitenden Künstlers.
Schöpfer der drei Grabmäler sind der flämische Werkmeister Boghem, der die Architektur konzipierte, und der aus Worms stammende Conrat Meit, welch letzterer als Hofbildhauer der Erzherzogin die Liegefiguren schuf. Meit assistierten bei den Putti am Grabmal von Margarete von Österreich sein Bruder Thomas, bei der oberen Liegefigur und den Attributen des Grabmals für Philibert die Bildhauer Benoit de Serins, Onofrio Campitoglio und Gilles Vambelli. Thorsten Droste und Marie Francoise Poiret setzen Meit auf Grund der Originalität und des künstlerischen Niveaus dieser Arbeiten mit Albrecht Dürer gleich.
Die Kapelle der Margarete von Österreich grenzt im Norden an den Chor an und ist besonders reich ausgeschmückt. Es gibt Bänke aus weißem Alabaster und schwarzem Marmor und polychrome Fassungen der Schlusssteine. Das große Glasfenster mit Mariä Himmelfahrt ist von Dürer inspiriert und der obere Fries vom „Triumph des Glaubens“ von Tizian. Ein monumentales Alabasterretabel von brabantischen Künstlern ist den „Sieben Freuden Mariens“ gewidmet.

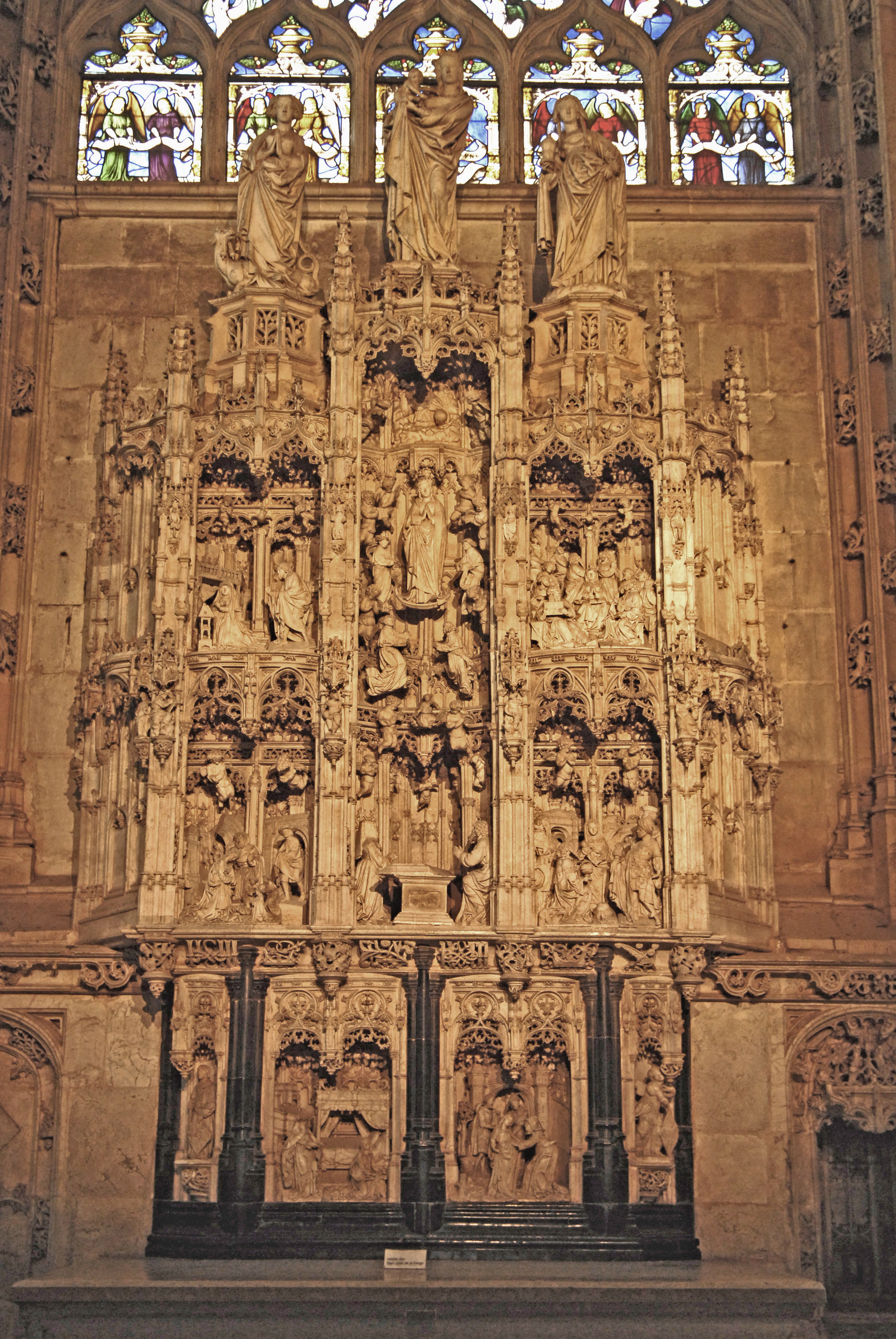
Alabasterretabel, „Die sieben Freuden Mariens“
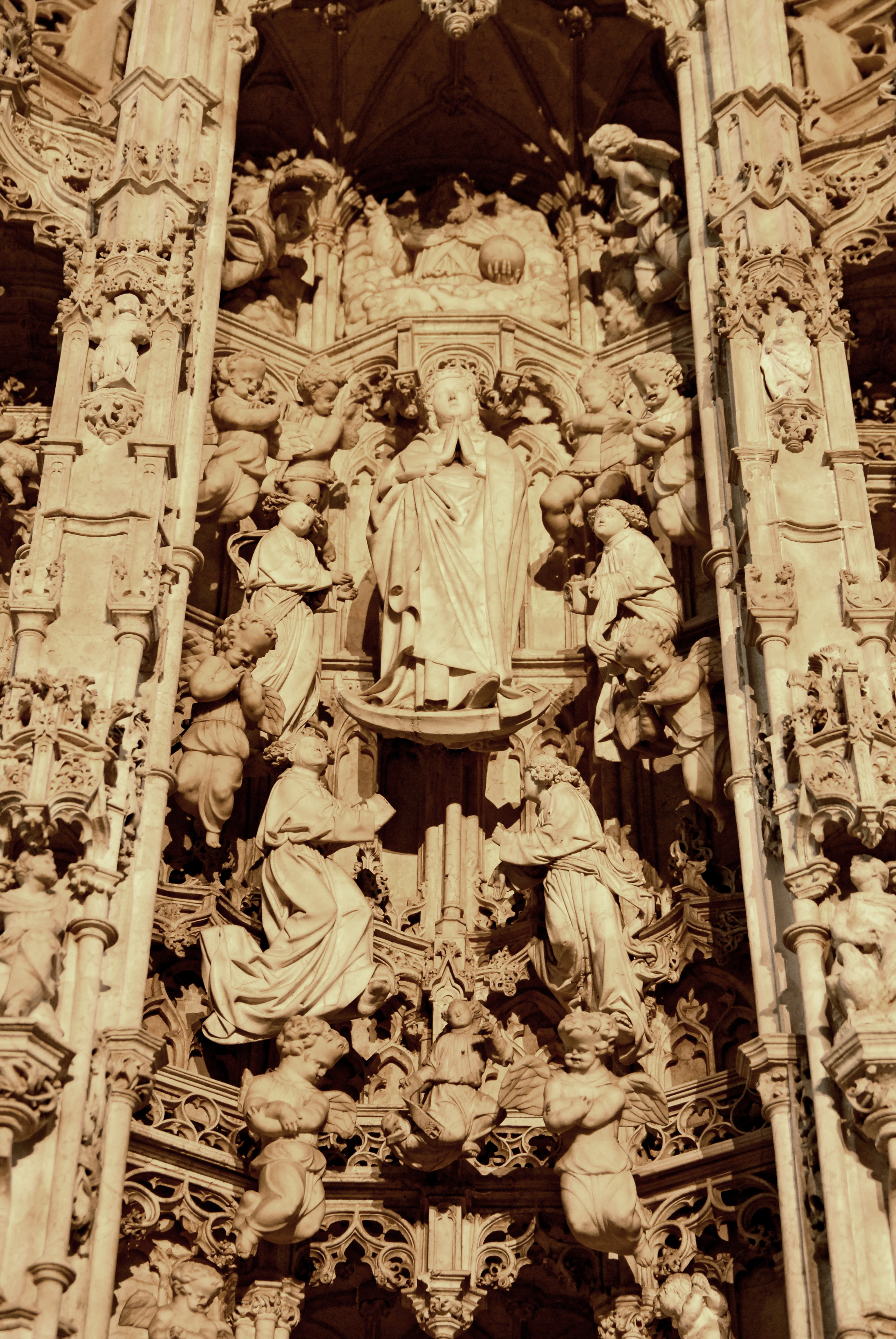
Detail 1:Mitte oben „Die Himmelfahrt Mariens“
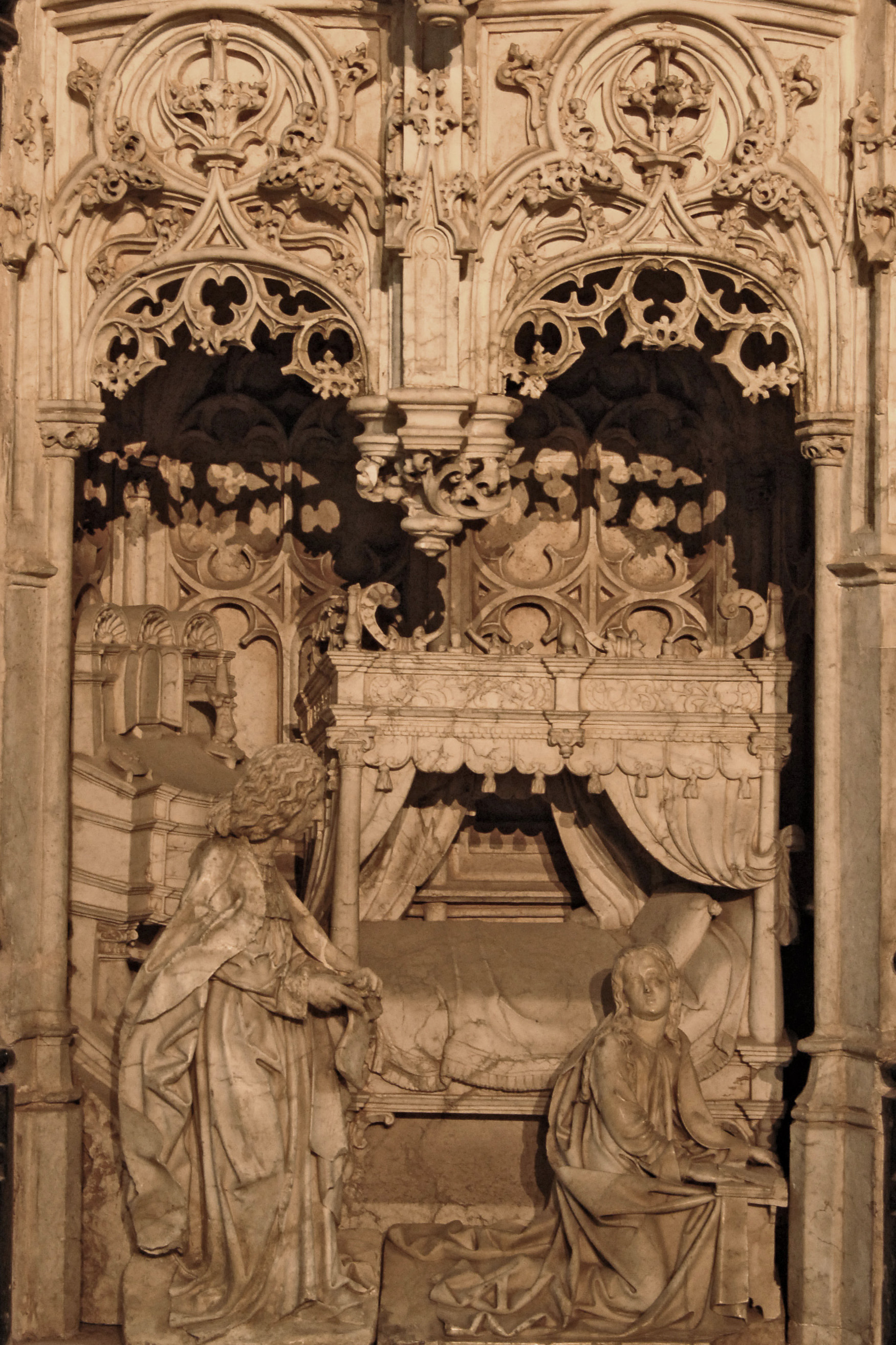
Detail 2:unten links „Die Verkündigung Mariens“
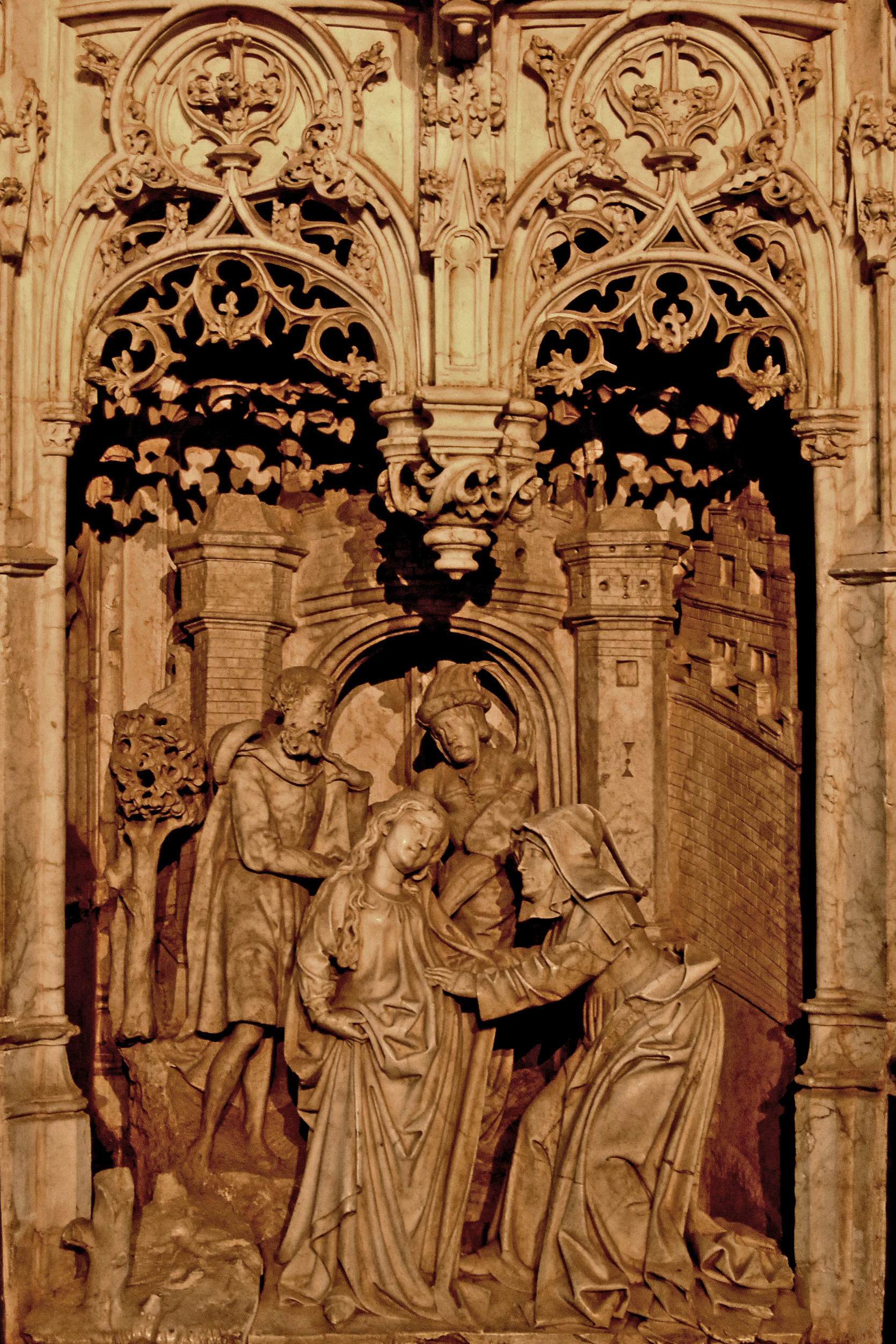
Detail 3:unten rechts „Die Heimsuchung Mariens“

### Fenster
Die leuchtend farbigen Fenster wurden 1525 bis 1531 von einer Werkstatt in Lyon geschaffen. Ein Fenster in der linken Seitenkapelle und das Fenster links im Chor zeigen religiöse Szenen mit Jesus, Maria, und Maria Magdalena. Unterhalb ist jeweils das Herzogspaar in frommer Haltung in die Szene einbezogen. Die anderen Fenster im Chor zeigen Wappen der Territorien, über die das Herzogspaar die Herrschaftsgewalt hatte.

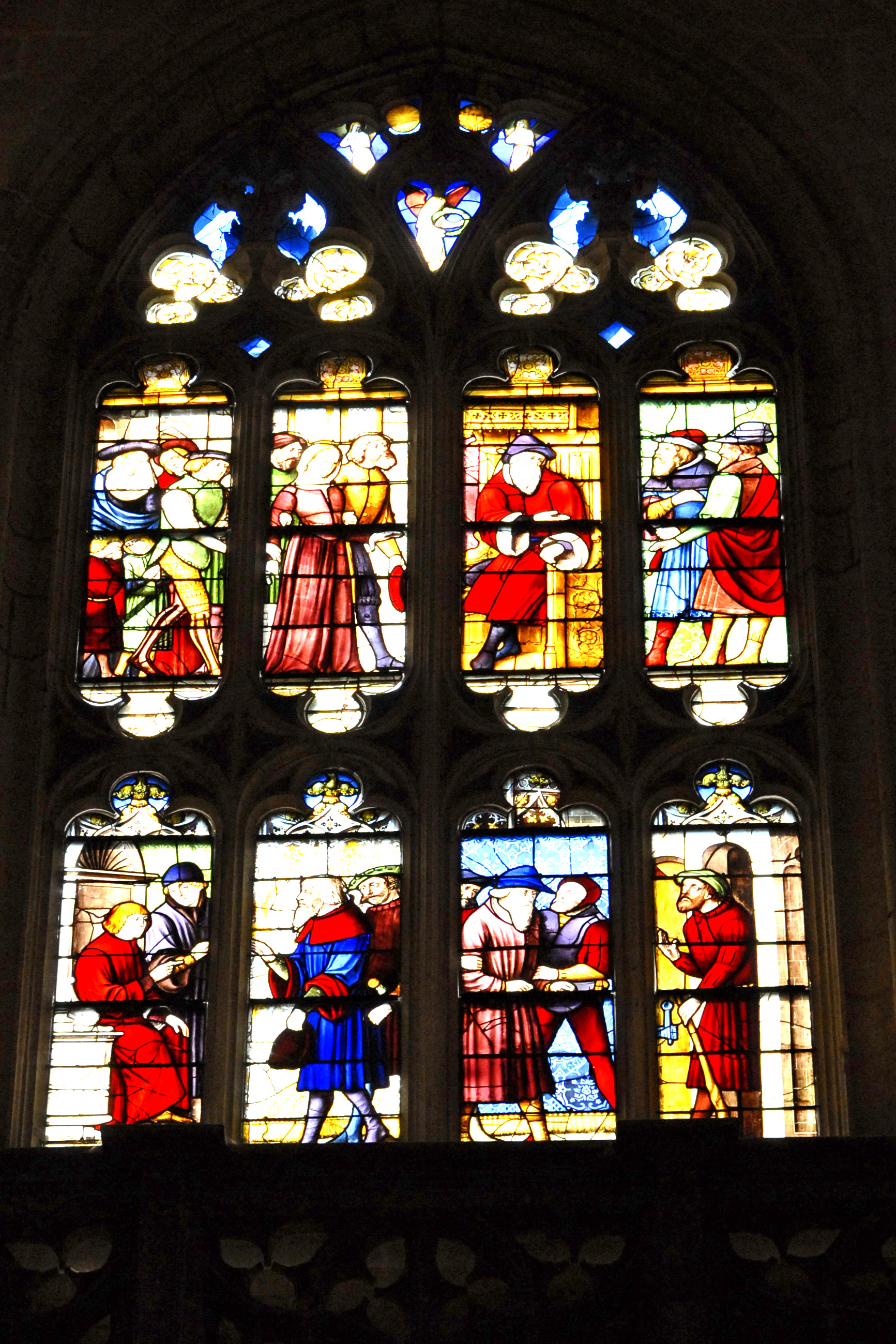
Glasmalerei im Chor, besonders „lebendig“
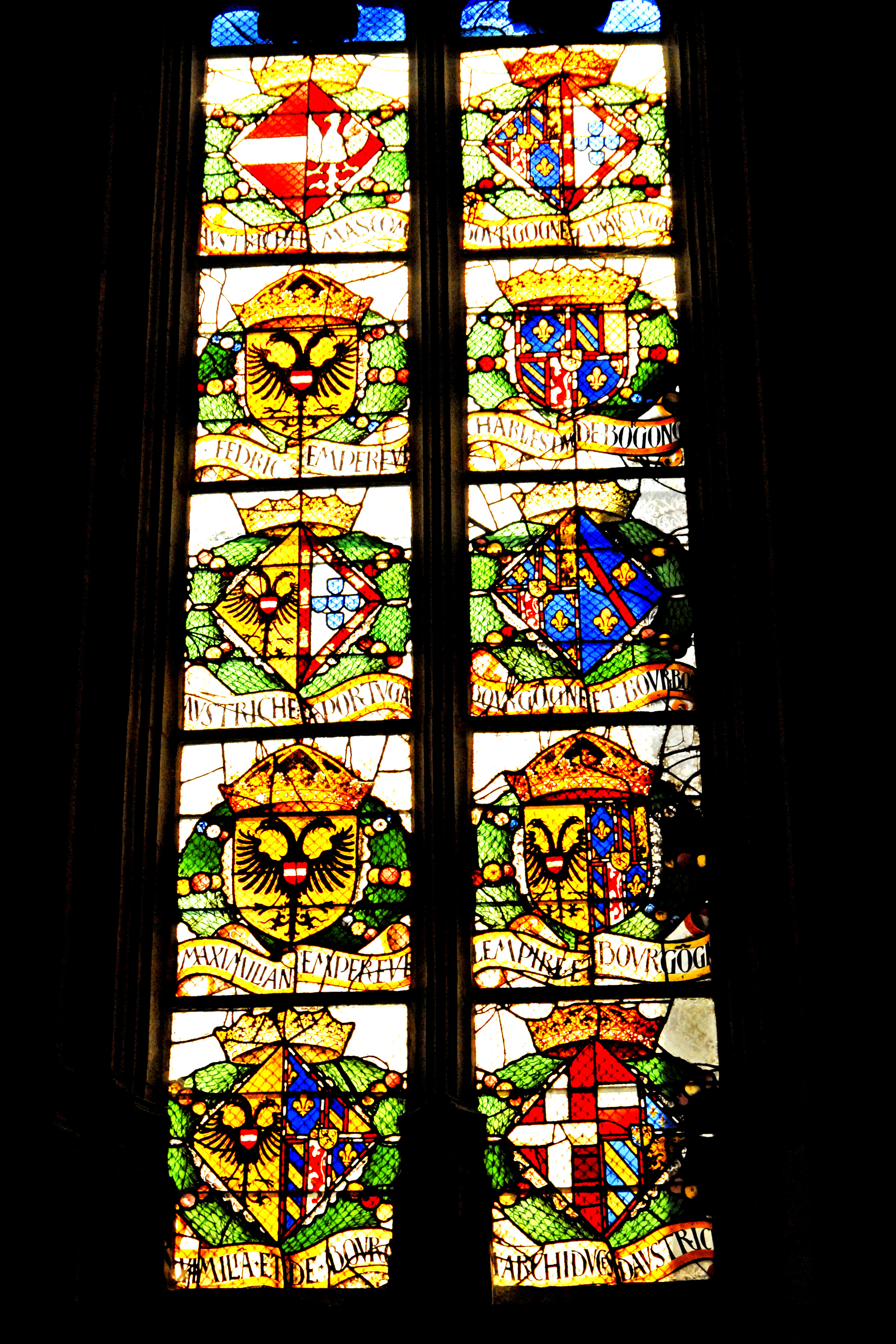
Glasmalerei, verschiedene Wappen
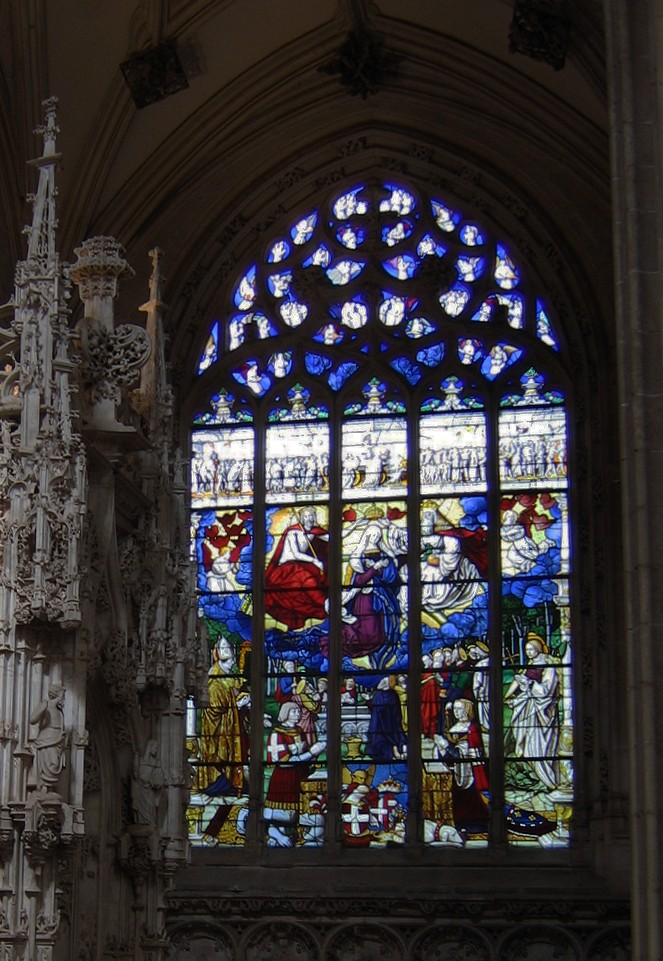
Glasmalerei in der Kapelle Margaretes von Österreich
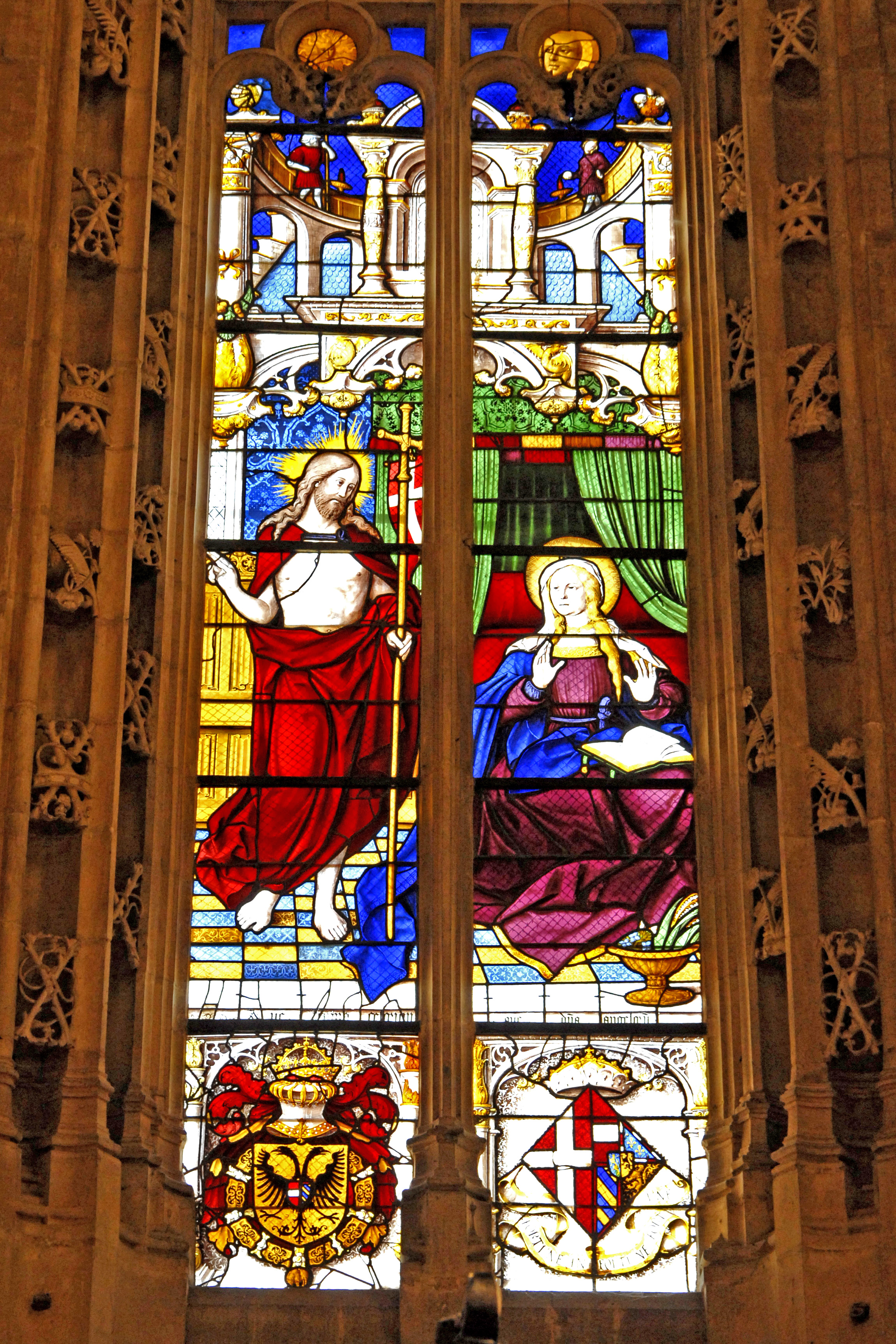
Glasmalerei im Chor

### Museum
Die Räume des ehemaligen Klosters beherbergen seit 1922 ein Museum mit Kunstgegenständen aus dem 12. bis 21. Jahrhundert. Gezeigt werden u. a. Bilder flämischer und französischer Maler vom 16. bis zum 19. Jahrhundert. Darunter finden sich zwei historisch interessante Porträts des Niederländers Barent van Orloy, die den 15-jährigen Karl V. bzw. Margarete von Österreich zeigen, sowie ein sehr großformatiges Bild von Gustave Doré, eines seiner wichtigsten Werke. Daneben finden im Museum ständig Ausstellungen von Werken moderner Maler, Bildhauer und Installationskünstler statt, unter ihnen Arbeiten von Künstlern so bekannter Namen wie Richard Serra und Ulrich Rückriem.
Koordinaten: 46° 11′ 51″ N, 5° 14′ 11″ O